# Gastronomía de Corea
La gastronomía coreana ha evolucionado con el paso de los años de cambio social y político. Originada de la agricultura antigua y de tradiciones nómadas en la península coreana y el sur de Manchuria, la gastronomía coreana ha cambiado a través de interacciones complejas entre el entorno y las diferentes tendencias culturales.
La gastronomía coreana está principalmente basada en arroz, vegetales y carne. Las comidas coreanas tradicionales son conocidas por la gran variedad de guarniciones (반찬; banchan) que acompañan al arroz de grano pequeño cocido al vapor. El Kimchi es casi siempre servido en los platillos. Los ingredientes más utilizados son aceite de sésamo, doenjang (pasta de judías fermentada), salsa de soya, sal, ajo, jengibre, hojuelas de pimienta,  gochujang (pasta de chile rojo fermentada) y col china.
Los ingredientes y platillos varían por provincia. Muchos platillos regionales se han hecho nacionales, y platillos que fueron alguna vez regionales han proliferado con diferentes variaciones en todo el país. La cocina de la corte real coreana en una ocasión juntó todas las especialidades regionales únicas para la familia real. Los platillos son regulados por la etiqueta cultural de Corea.

## Alimentos

### Cereales

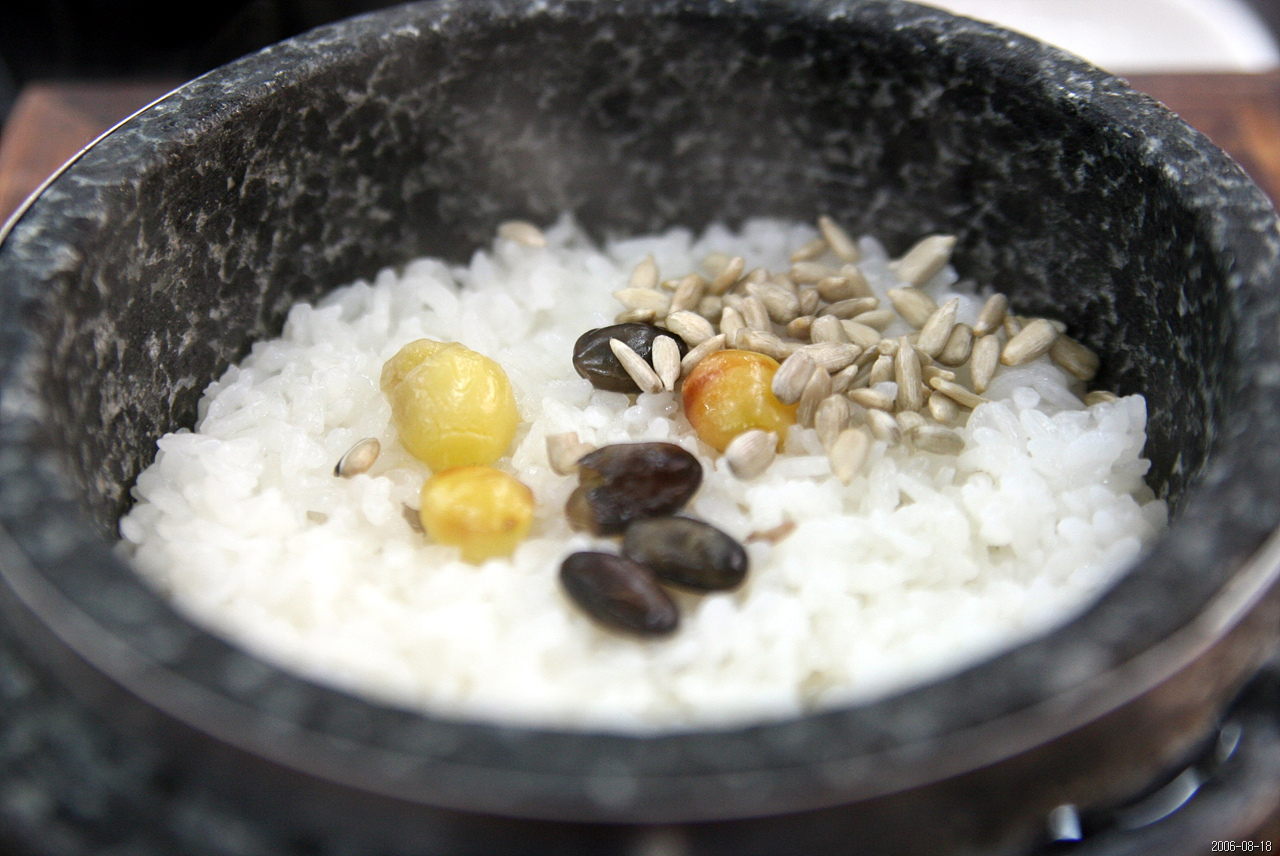
Dolsotbap, arroz cocido en una olla de piedra (dolsot)

Los granos han sido la materia prima más importante en la dieta coreana. Los primeros mitos de la fundación de diversos reinos en Corea están basados en los granos. Uno de los mitos de la creación relata a Jumong, quien recibió semillas de cebada de dos palomas enviadas por su madre después de establecer el reino de Goguryeo. Otro de los mitos habla de tres deidades creadores de la isla Jeju, quienes se casarían con las tres princesas de Tamna; los dioses trajeron semillas de cinco granos las cuales fueron las primeras en ser plantadas y por lo tanto los primeros ejemplos de agricultura.
Durante la era premoderna, los granos como la cebada y el mijo eran la principal materia prima y eran complementados con trigo, sorgo, y alforfón. El arroz no es un cultivo nativo de Corea, y el mijo era el grano preferido antes de que el arroz fuera cultivado. El arroz se hizo el grano de elección durante el periodo de Los tres Reinos, particularmente en los reinos Silla y Baekje en las regiones al sur de la península. El arroz era una importante mercancía en Silla y se utilizaba para pagar impuestos. La palabra coreana Sino referida a “impuesto” es un carácter compuesto que utiliza el carácter de la planta de arroz. La preferencia por el arroz se extendió hasta el periodo Joseon, cuando nuevos métodos de cultivo y nuevas variedades emergieron ayudado a incrementar la producción.
Puesto que el arroz era prohibidamente caro cuando llegó por primera vez a Corea, el grano era mezclado con otros granos para “estirar” el arroz; esto se continua haciendo en algunos platillos como el boribap (arroz con cebada) y el kongbap (arroz con frijoles). El arroz blanco, arroz sin salvado, ha sido la forma preferida de arroz desde su introducción en la gastronomía. El método tradicional para preparar el arroz ha sido cocinarlo en una olla de acero llamada sot  (솥) o musoe sot (무쇠솥). Este método para cocinar arroz data desde el periodo Goryeo, y estas ollas han sido encontradas en tumbas del periodo Silla. El sot se sigue utilizando en estos días, de la misma manera en la que se utilizó en siglos pasados.
El arroz es utilizado para preparar una variendad de platillos, además del tradicional tazón de arroz blanco. Es comúnmente molido hasta formar harina, que se utiliza para hacer pasteles de arroz llamados tteok  en cerca de doscientas variedades. Es también cocinada en un congee (juk), o gruel (mieum) y mezclado con otros granos, carnes, o mariscos. Los coreanos también producen ciertos vinos de arroz, en ambas versiones filtrado y no filtrado.

### Legumbres

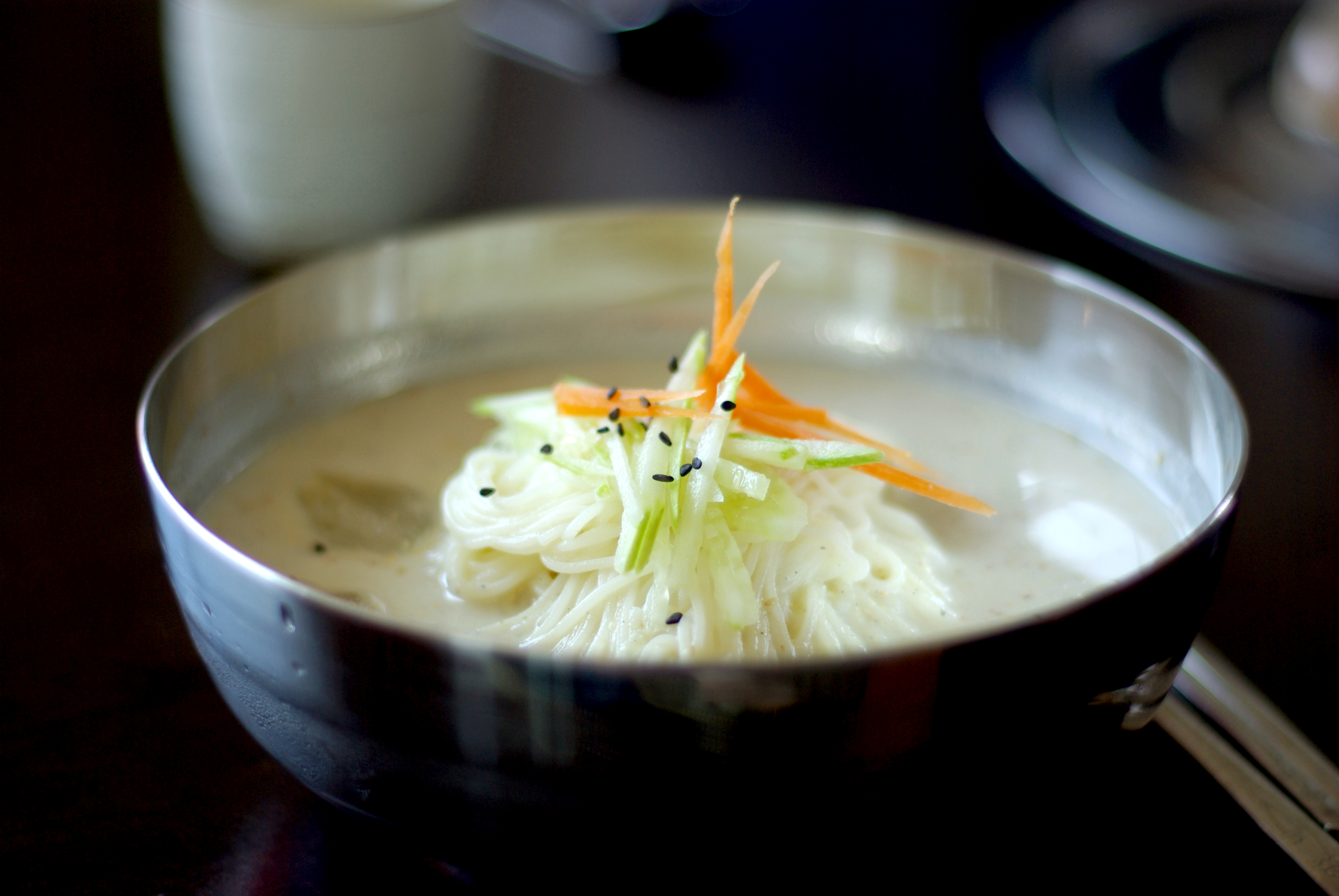
Kongguksu, platillo de fideos fríos con caldo hecho de plantas de soya

Las legumbres han sido importantes cultivos en la historia de Corea y su gastronomía de acuerdo a las legumbres más antiguas encontradas en sitios arqueológicos de Corea. La excavación en el sitio Okbang, Jinju, al sur de la provincia Gyeongsang indica que la soya fue cultivada como cosecha alimentaria alrededor de 1000-900 a. C. Estos son hechos tofu (dubu), mientras que los brotes de soya salteados como vegetales (kongnamul) y toda la soya es sazonada y servida como guarnición. También se realiza leche de soya, la cual es utilizada como base para el platillo con fideos llamado kongguksu. Un derivado de la producción de la leche de soya es el okara (kongbiji), que es usado para espesar estofados y gachas de avena. La soya puede ser una de las habas en kongbap, que hierve junto con diferentes tipos de habas y otros granos, y son el ingrediente primario en la producción de condimentos fermentados colectivamente referidos como jang, tal como pastas de soya, doenjang y cheonggukjang, una salsa de soya llamada ganjang, pasta de chiles o gochujang, entre otros.

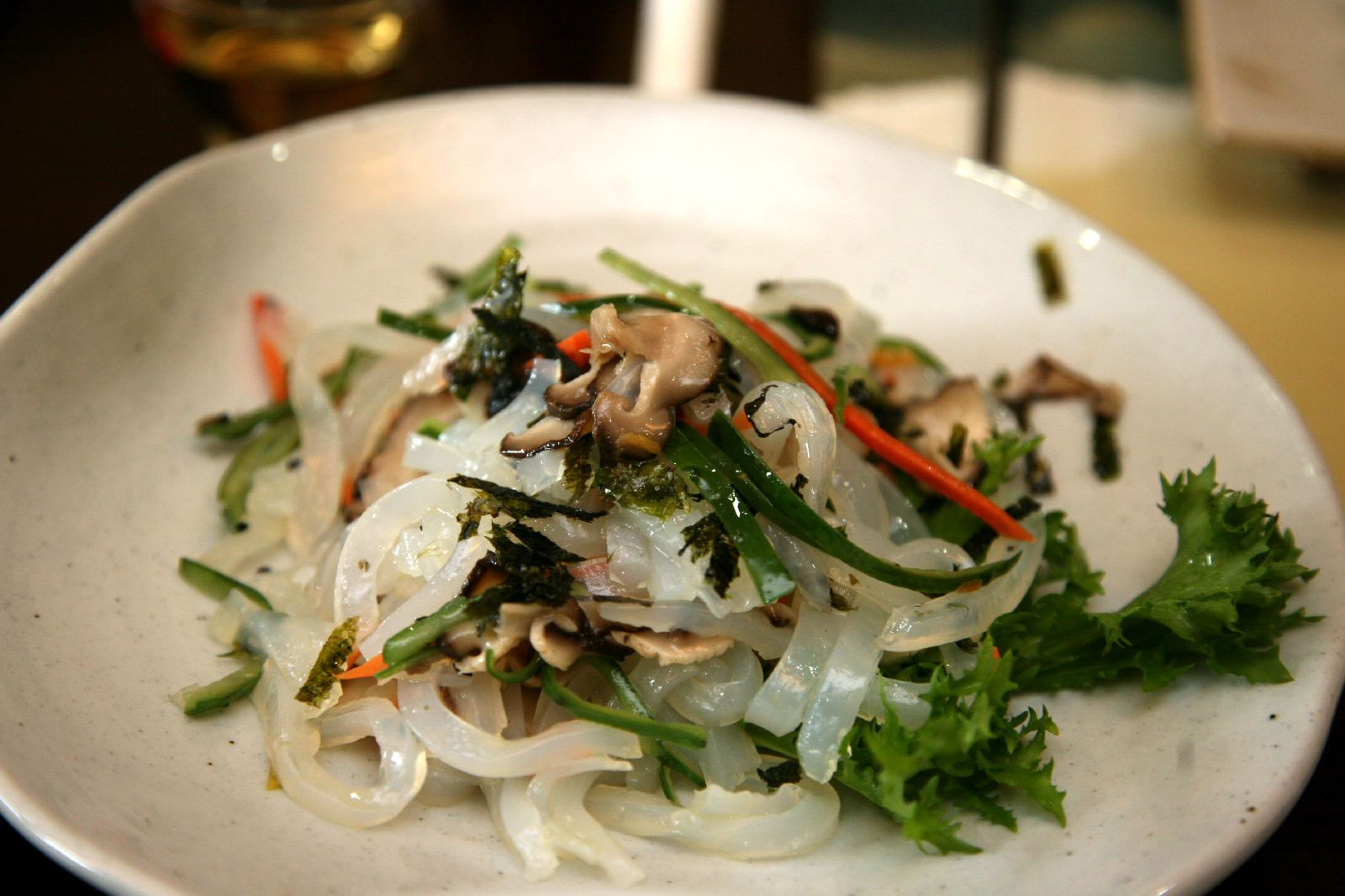
Tangpyeongchae, un platillo hecho de nokdumuk (Una gelatina de frijol mungo y almidón) y vegetales

El frijol mungo es comúnmente usado en la gastronomía coreana, donde son llamados nokdu (녹두, literalmente “frijol verde”). Los brotes del frijol mungo, llamado sukju namul, son servidos como guarniciones, blanqueados y salteados con aceite de sésamo, ajo, y sal. La planta del frijol mungo es usada para preparar gachas de avena llamadas nokdujuk, que es consumido como suplemento alimenticio y auxiliar digestivo, especialmente para pacientes enfermos. Un bocadillo popular, bindaetteok (panque de frijol mungo) es hecho con la planta de los frijoles mungos y brotes frescos. El almidón extraído de la planta de frijol mungo es utilizado para hacer fideos celofán transparentes (dangmyeon). Los fideos son el principal ingrediente para el japchae (un platillo de ensalada), y sundae (morcilla) o como ingrediente subsidiario para sopas y estofados. El almidón también puede ser utilizado para hacer comidas gelatinosas, como nokdumuk y hwangpomuk. El muk tiene un sabor suave, se sirven sazonados con salsa de soya, aceite de sésamo, y algas desmenuzadas u otros sazonadores como tangpyeongchae.
El cultivo de las judías azuki data desde tiempos antiguos de acuerdo a una excavación en Odongri, Hoeryong,  en la provincia norte Hamgyong, que se asume es del periodo Mumun (aproximadamente 1500- 300 a. C.). Las judías azuki son generalmente consumidas como patbap, que es un tazón de arroz mezclado con otras judías, o como relleno o cubierta de tteok (pastel de arroz) y panes. Una gacha de avena hecha con judías azuki, llamada patjuk, es comúnmente consumida durante el invierno. En Dongjinal, una celebración tradicional coreana que es el 22 de diciembre, la gente coreana come donji patjuk, que contiene saealsim (새알심), una bola hecha de harina de arroz glutinosa. En las tradiciones antiguas coreanas, se creía que el patjuk tenía el poder de alejar espíritus malvados.

### Condimentos y sazón
Los condimentos están divididos en dos variantes, fermentados y no fermentados. Los condimentos fermentados incluyen ganjang, doenjang, gochujang y vinagres. Los no fermentados o especias incluyen pimiento rojo, pimienta negra, cordifolia, mostaza, chinensis, ajo, cebolla, jengibre, puerro, y cebollín (cebolla de primavera).

### Carne
En la antigüedad, la mayoría de la carne en Corea era obtenida de la caza y la pesca. Documentos antiguos indican que la crianza de ganado empezó a pequeña escala durante el periodo de los Tres Reinos. La carne era consumida asada o en sopas o estofados. Aquellas personas que vivían cerca al mar podían complementar su dieta con más pescado, mientras que los que vivían al interior tenían una dieta con más carne.
Res

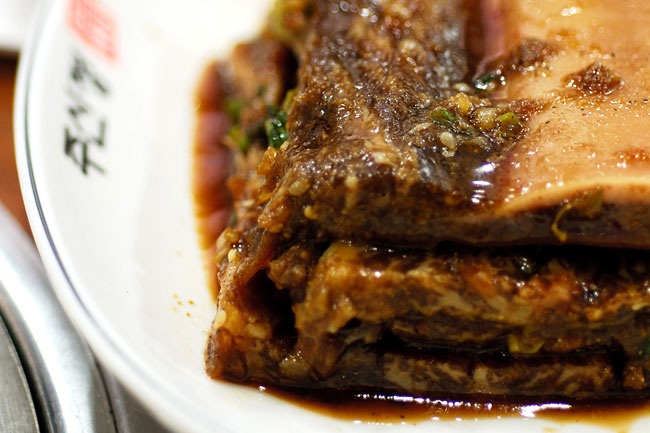
Galbi marinado antes de ser asado.

La carne de res es la más premiada, el ganado cuenta con un rol cultural importante en Corea. Hoy en día la carne de res es preparada en diferentes maneras, incluyendo asada, a la parrilla (gui) o hervida en sopas. La carne de res también puede ser secada para hacerla cecina, también los mariscos, conocidos como yukpo y eopo respectivamente.
El Ganado eran valiosos animales, a veces considerados iguales a los sirvientes humanos, o en algunos casos, miembros de la familia. Al ganado se le dio su propia festividad durante el primer día de la vaca en el año nuevo lunar. La importancia que el ganado tiene no indica que los coreanos consuman en abundancia carne de res; sin embargo, el ganado era valuado como animal de carga y el sacrificio de uno crearía terribles problemas para la agricultura. Por lo tanto, el consumo de cerdo y mariscos era mayor. La clase budista dirigente durante el periodo Gorye prohibió el consumo de carne de res. Los mongoles administraron con la prohibición de carne de res durante el siglo XIII, y promovieron la producción de res de ganado. Este incremento en la producción continuo hasta el periodo Joseon, cuando el gobierno estimuló el incremento tanto cantidad como de calidad de la res. Fue hasta el siglo XX que la carne de res se hizo regular en la mesa.
Pollo
El pollo ha tenido un papel importante como fuente de proteína en la historia de Corea, evidenciado por muchos mitos. Uno de ellos habla del nacimiento de Kim Alji, fundador de la familia Kim de Gyeongju,  siendo anunciado por el llanto de un pollo blanco. El nacimiento de un fundador de algún clan siempre es anunciado por un animal con habilidades prodigiosas, este mito habla de la importancia que el pollo representa para la cultura coreana. El pollo es regularmente asado o preparado en estofado con vegetales o en sopa. Todas las partes del pollo son utilizadas en la gastronomía coreana, incluyendo la molleja, hígado y patas. Las crías de los pollos son cocidos a fuego lento con jengibre y otros ingredientes en sopas medicinales consumidas en los meses de verano para combatir el calor llamado samgyetang. Las patas de los pollos, llamadas dakbal (닭발), son generalmente asadas y cubiertas con una salsa picantes hecha con gochujang y servidas como anju, o como guarnición, se acompaña con bebidas alcohólicas, especialmente soju.
Cerdo

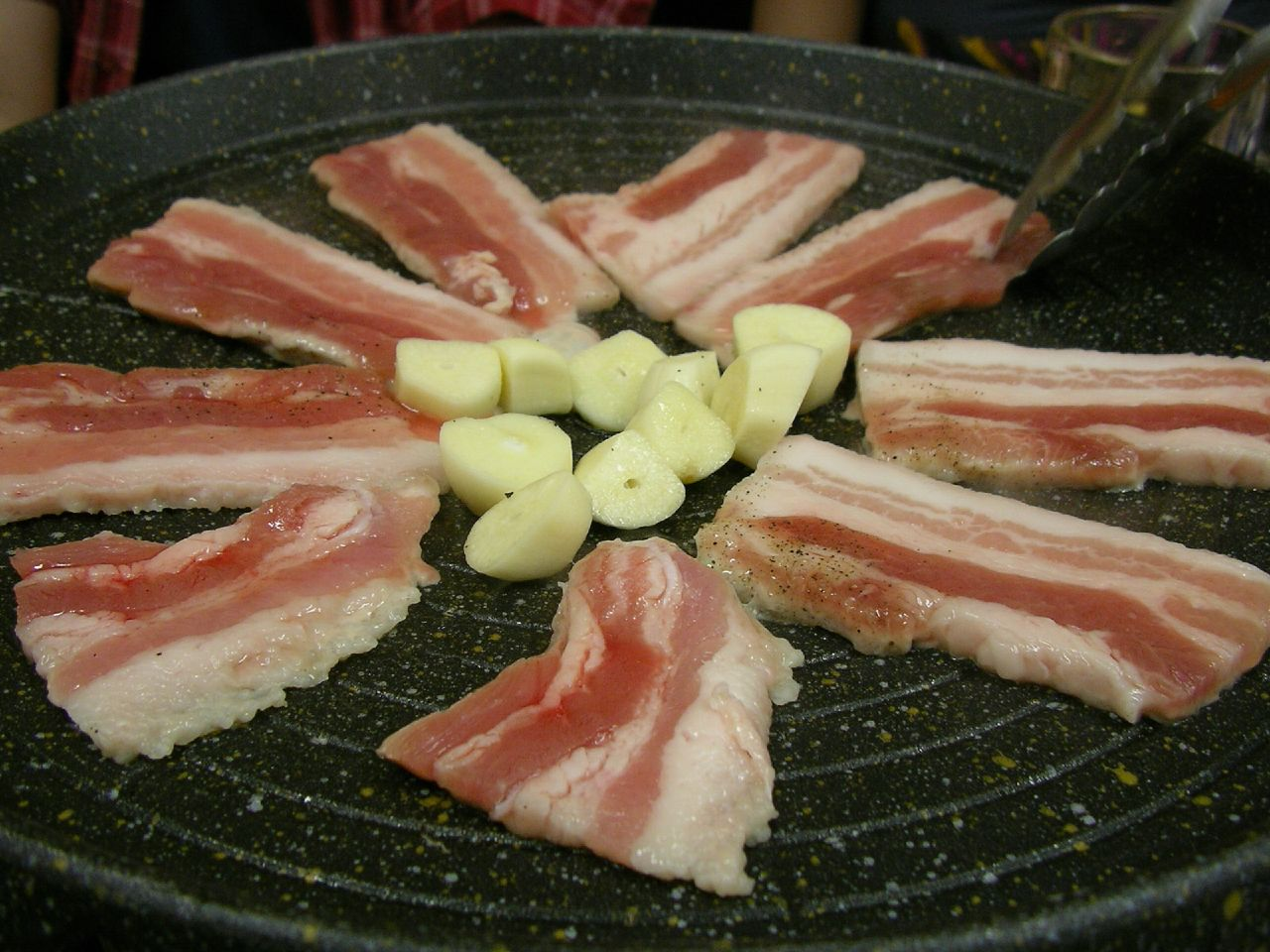
Samgyeopsal

El cerdo también ha sido una importante fuente de proteína en Corea. Archivos indican que la carne de puerco ha sido parte de la dieta coreana desde la antigüedad, similar a la carne de res.
Ciertos alimentos se evitan cuando se consume cerdo, estos incluyen campanilla China (doraji, 도라지) y raíz de loto (yeonn ppuri, 연뿌리), pues se cree que la combinación de éstos provoca diarrea. Todas las partes del cerdo son usadas en la gastronomía coreana, incluyendo a cabeza, intestinos, hígado, riñones y otros órganos internos. Los coreanos utilizan estas partes con variedad de métodos de preparación los cuales incluyen al vapor, en guisado, hervido y al carbón.  A los coreanos les gusta ingerir especialmente la panza de cerdo a la parrilla, la cual es llamada samgyeopsal (삼겹살).

#### Pescados y mariscos

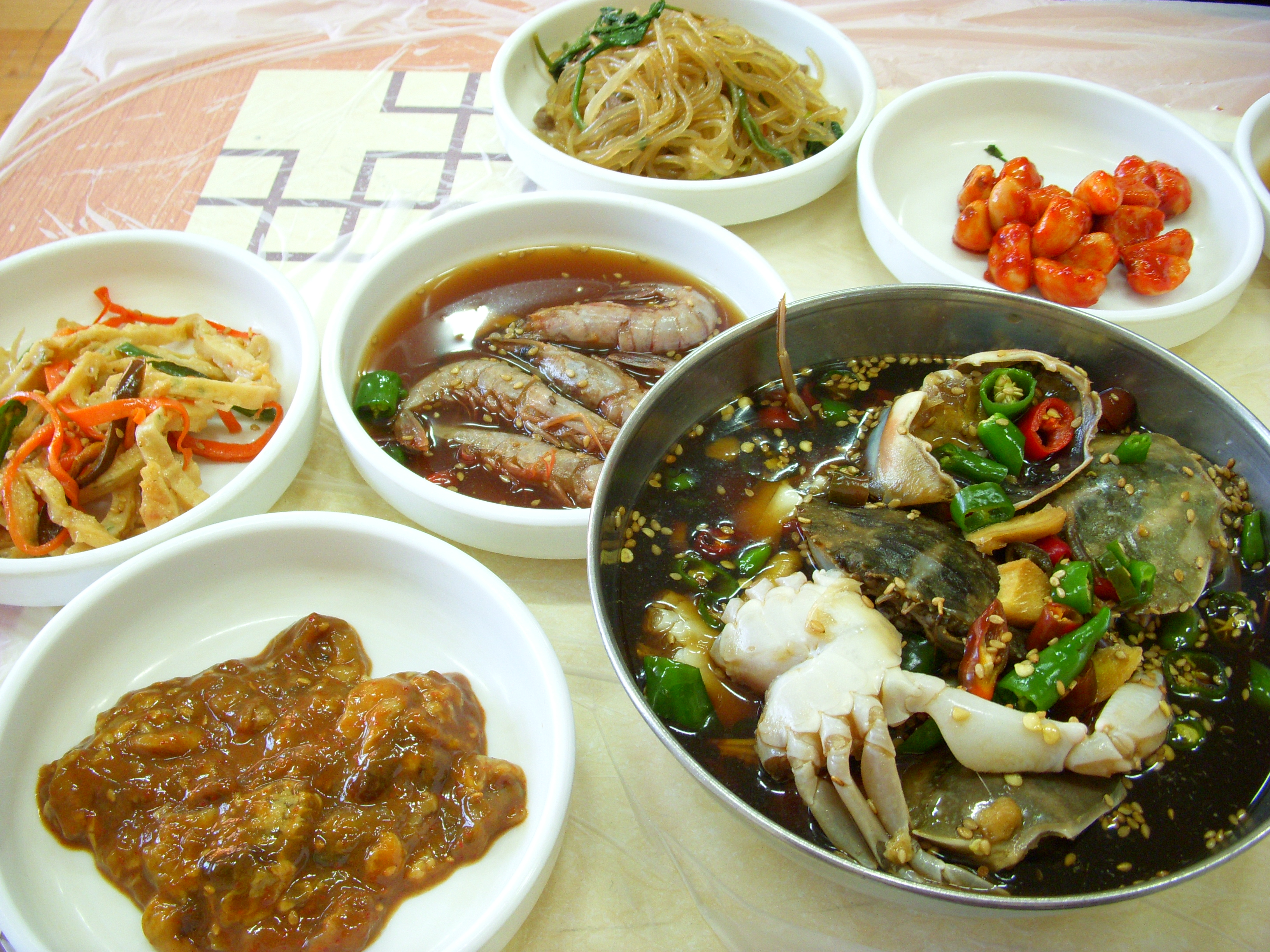
Un tazón de gejang, cangrejos marinados en salsa de soya y varios platos de banchan (pequeñas guarniciones)

El pescado y los mariscos han sido una gran parte de la gastronomía coreana pues la península se encuentra rodeada de océanos. Evidencia del siglo XII ilustra a plebeyos consumiendo una dieta mayormente conformada por pescado y mariscos, como camarones, almejas, ostras, oreja de mar, y locha, mientras que las ovejas y el cerdo eran reservados para la clase alta.
Tanto los pescados de agua dulce como de agua salada son populares, y son servidos crudos, asados, asados a la parrilla, secos o en sopas o estofados. Los pescados asados comunes incluyen caballa, corvina y arenque del Pacífico. Los pescados pequeños, camarones, calamar, moluscos y varios mariscos pueden ser salteados o fermentados como jeotgal. El pescado puede ser asado completo o en filetes como banchan. El pescado es generalmente deshidratado naturalmente para prolongar los periodos de almacenaje, esto permite que sean transportados por largas distancias. Los pescados que comúnmente son deshidratados incluyen anchoas corvina amarillas (myeolchi) y corvina. Las anchoas deshidratadas, junto con algas marinas, conforman la base de las sopas.
Los mariscos se consumen en diversos tipos de preparación. Pueden ser usados para preparar caldo, consumidos crudos con chogochujang, que es una mezcla de gochujang y vinagre, o utilizados como un ingrediente popular en muchos platillos. Las ostras crudas y otros mariscos se pueden usar para preparar kimchi, lo cual mejora y varía el sabor Las crías de los camarones son salteadas y usadas como agente sazonador, conocido como saeujeot, para la preparación de algunos tipos de kimchi. Los camarones adultos son regularmente asados como  daeha gui (대하구이) O deshidratados, mezclados con vegetales y servidos con arroz. Los moluscos que se consumen en Corea incluyen pulpo y calamar.

### Vegetales

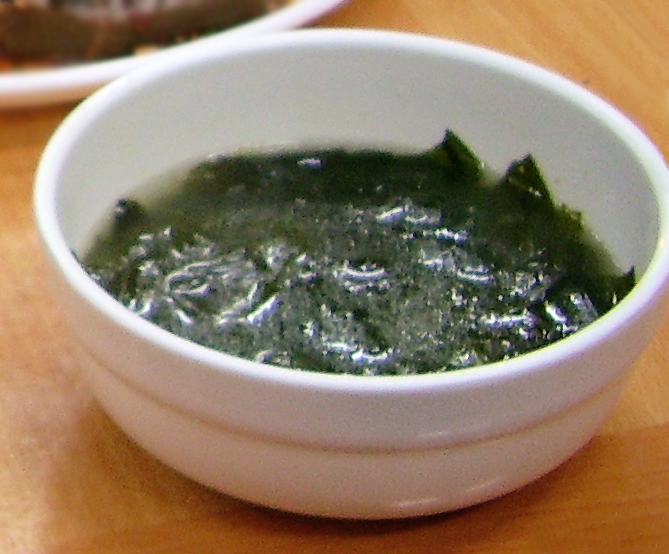
Miyeok guk, una sopa hecha de alga marina, miyeok

La gastronomía coreana utiliza una amplia variedad de vegetales, que son habitualmente servidos sin cocinar, en ensaladas o encurtidos, así como cocinados en varios guisados, en platillos salteados o en otros platillos calientes. Los vegetales utilizados más a menudo incluyen rábano coreano, repollo napa, pepino, papa, papa dulce, espinaca, brotes de frijol, cebollín, ajo, pimientos picantes, algas, calabacín, champiñón, y raíz de loto. Varios tipos de hierbas, conocidas colectivamente como chwinamul (como Aster scaber), son platillos populares, y otro tipo de vegetales silvestres como las hojas de helecho (gosari) o las raíces de la campanilla coreana (doraji) son también consumidas en temporada. Las hierbas medicinales, como ginseng, reishi, goji, Codonopsis pilosula, y Angelica sinensis, son habitualmente usadas como ingredientes al cocinar, como ocurre con el samgyetang.

### Alimentos medicinales
La comida medicinal (boyangshik) tiene una amplia variedad de comidas especiales preparadas y consumidas con fines medicinales, especialmente durante el periodo de los 30 días más calurosas en el calendario lunar, llamado sambok. Los platillos calientes consumidos se cree restauran el ki, también proporcionan la estabilidad física y sexual pérdida en el verano. Los alimentos (boyangshik) comúnmente consumidos son: ginseng, pollo, cabra negra, oreja de mar, anguila, carpa, sopas de hueso de res, riñones de cerdo y perro.

#### Carne Canina

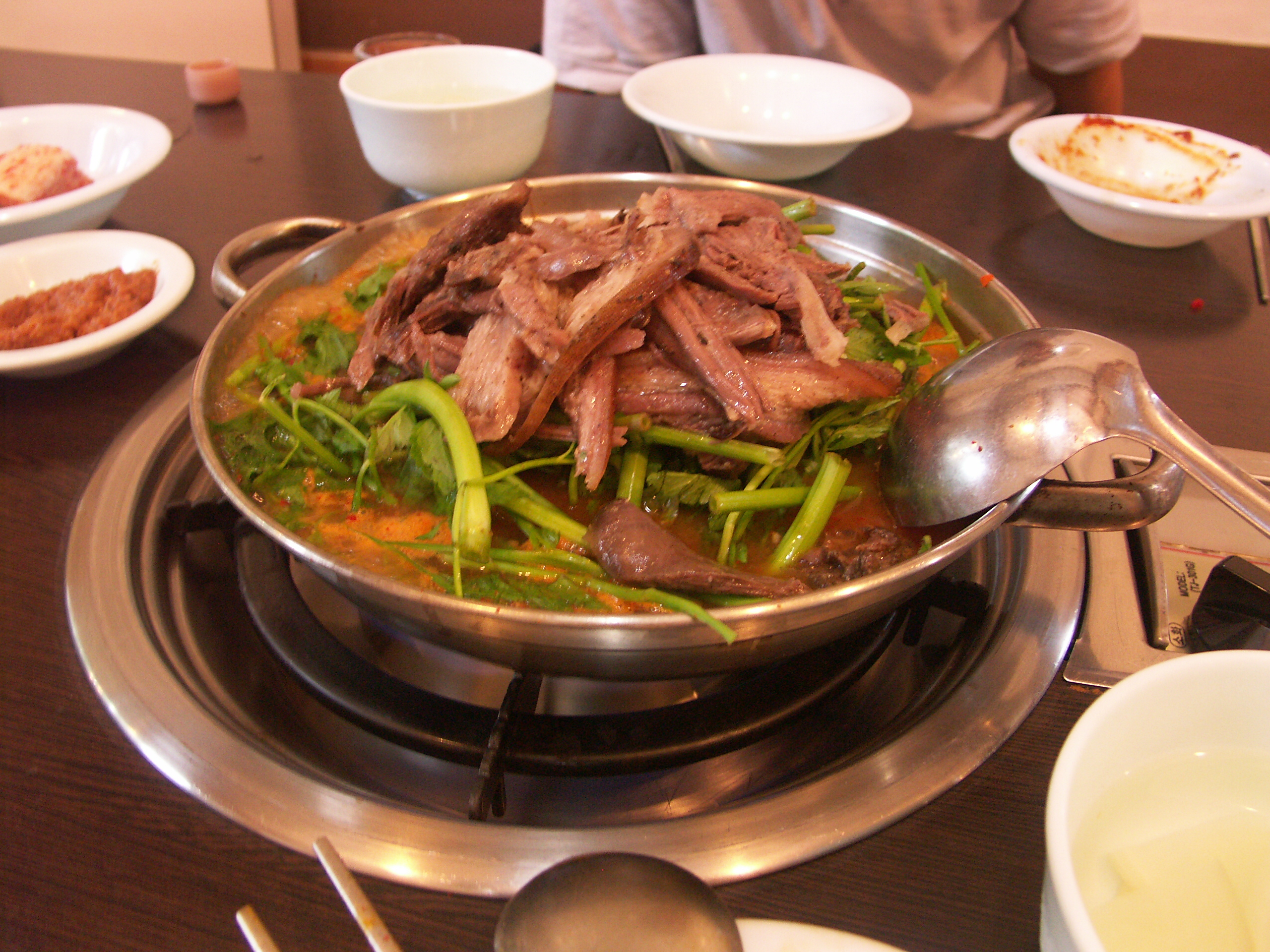
Gaegogi Jeongol

La carne de perro (principalmente Labradores) es menos popular ahora de lo que fue en el pasado, mayormente visto como un tipo de tónico para la salud en lugar de un platillo de la dieta común,[cita requerida] especialmente entre las generaciones más jóvenes quienes consideran al perro mascotas o animales de servicio. Es por ello que el consumo de perro puede ser atribuido al pasado. Algunos huesos de perro han sido encontrados en asentamientos neolíticos en Changnyeong, en la provincia sur Gyeongsang. Una pintura en el complejo de las tumbas de Goguryeo en la provincia sur Hwanghae, patrimonio mundial de la UNESCO que data del siglo IV Ac. Representa a un perro sacrificado en un almacén (Ahn, 2000). La gente Balhae también disfrutaba de la carne de perro, y el apetito de los coreanos por la gastronomía canina parece venir de esa era.
Los coreanos distinguen los términos chinos para perro "견; 犬", que se refiere a los perros como mascotas, perros salvajes y lobos, del término chino "구; 狗," que es usado específicamente para indicar la carne de perro. "Hwangu" se considera mejor para el consumo que el "Baekgu" (perro blanco) y "Heukgu" (perro negro)
Alrededor de 1816, Jeong Hak-yu, el Segundo hijo de Jeong Yak-yong, un prominente político y un erudito de la dinastía Joseon, escribió un poema llamado Nongga Wollyeongga (농가월령가). Este poema, el cual es una fuente importante de información de la historia folclórica coreana, describe lo que hacían las familias coreanas ordinarias en agricultura cada mes del año. En la descripción del mes de agosto el poema habla de una mujer casada que visita a sus padres con carne de perro hervida, pastel de arroz y vino de arroz, mostrando la popularidad de la carne de perro en ese tiempo (Ahn, 2000; Seo, 2002). Dongguk Sesigi (동국세시기), un libro escrito por el erudito coreano Hong Seok-mo en 1849, contiene la receta de Bosintang que incluye perro hervido, cebolla verde y polvo de pimiento picante rojo.
De acuerdo a una encuesta realizada en 2006, la carne de perro es la cuarta más consumida en Corea del Sur.
Sopa de pollo y Ginseng (Samgyetang)
Samgyetang es una sopa de pollo caliente que se usa para aumentar la energía en la temporada de calor en verano. Es hecha con un pollo relleno de ginseng, ajo y arroz dulce. El Samgyetang es la comida energizante favorita de los coreanos y comúnmente se prepara en los días sambok(삼복); Chobok(초복), Jungbok(중복) y Malbok(말복) los cuales se cree son los días más calurosos en Corea.
De acuerdo con la encuesta realizada por chosun.com, los extranjeros consideran el Samgyetang como una de las comidas de verano más saludables por el buen sabor y el valor nutricional.

## Platos
La comida coreana puede ser catalogada en grupos: “principales alimentos básicos” (주식), platillos subsidiarios (부식), y postres (후식). Los platillos principales son hechos de granos como el bap (un tazón de arroz), juk (gachas de avena) y guksu (fideos).
Muchos banchan coreanos se basan en la fermentación para el sabor y la preservación, resultando en un sabor picante, salado y condimentado. Algunas regiones son especialmente asociadas con algunos platillos (por ejemplo, la ciudad de Jeonju con bibimbap') ya sea por ser el lugar de origen o por una variedad regional. Los restaurantes generalmente usan los nombres famosos en sus menús o cartas (esto es Suwon galbi).

### Sopas y guisados

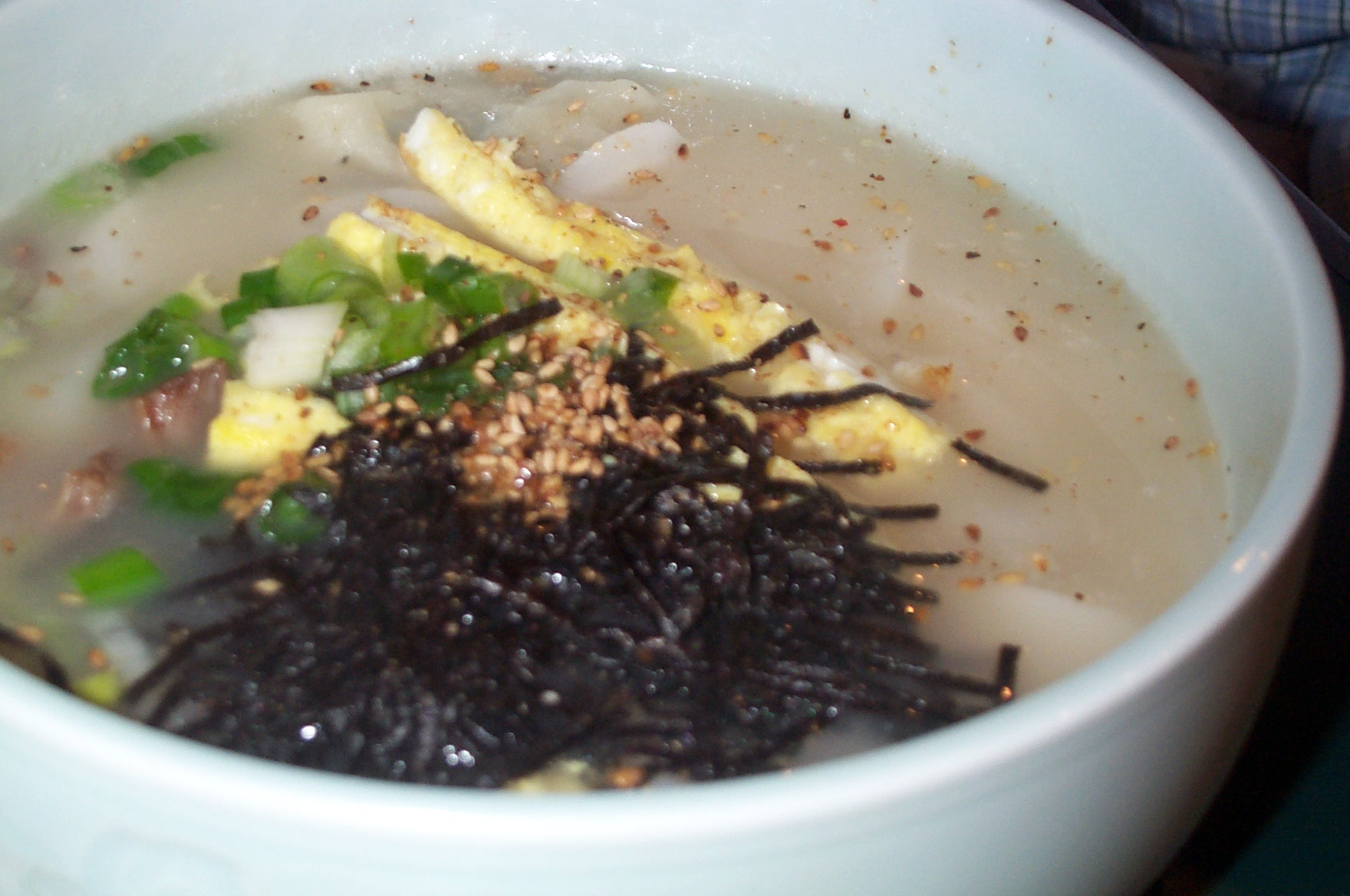
Tteokguk, sopa hecha de tteok, pastel de arroz

Las sopas son una parte esencial de cualquier comida coreana. En la cultura coreana la sopa es servida como parte del platillo principal y no al principio o al final de la comida, como acompañamiento del arroz junto con otros banchan. Las sopas conocidas como guk son regularmente hechas con carnes, mariscos y vegetales. Las sopas pueden ser más “formales” éstas se conocen como tang, generalmente servidas como el plato principal de la comida. Las Jjigae  son delgadas, sopas mu sazonadas o guisados.
Algunos tipos populares de sopas son:
- Malgeunguk (맑은국), son sazonadas con ganjang. Pequeñas cantidades de carne hervida pueden ser agregadas a la sopa, o mariscos ya sea frescos o deshidratados, los vegetales pueden ser el componente principal del consomé.
- Tojangguk (토장국) son sazonadas con doenjang Los ingredientes comunes para el tojang guk incluyen mariscos como almejas, anchoas deshidratadas, y camarón. Para preparar una sopa picante se agrega gochujang. [38]
- Gomguk (곰국) o gomtang (곰탕), estas sopas son hechas e huesos de res hervidos o cartílago. Se originaron como platillos de campesinos, todas las partes de la res se utilizan, incluyendo la cola, los huesos de las patas y las costillas con o sin carne; estos son hervidos en agua para extraer la grasa, médula y tejido gelatinoso, y con esto preparar sopa. Algunas versiones de esta sopa pueden también utilizar la cabeza y los intestinos de la res. El único sazonador utilizado en la preparación de esta sopa es sal.
- Naengguk (냉국), son sopas frías generalmente ingeridas en los meses de verano. Estas sopas generalmente son poco sazonadas, por lo que se utiliza ganjang y aceite de sésamo como sazonadores.[39]

Los guisados con conocidos como jjigae, y son generalmente guarniciones compartidas. Jingae puede ser servido preparado o en un tazón de vidrio (ttukbaegi) en donde es preparado. La versión más común de este guisado es doenjang jjigae, el cual es hecho de una pasta de soya, con diversas variaciones; los ingredientes más comunes incluyen vegetales, pescados de agua salada o dulce, y tofu. El guisado a veces cambia dependiendo de la temporada pues ésta proporcionará los ingredientes disponibles. Otras variedades de jigae contienen kimchi (kimchi jjigae) o tofu (sundubu jjigae).

### Kimchi

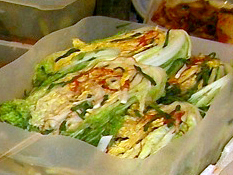
Baek kimchi

El kimchi se refiere a platillos hechos con vegetales fermentados. Usualmente se utiliza el repollo napa, rábano coreano, o algún pepino, comúnmente fermentados en salmuera de jengibre, ajo, cebollín, y pimientos picantes. Existen infinitas variedades con diferentes cambios regionales, y es servido como guarnición o preparado en sopas o arroces. Los coreanos tradicionalmente hacen suficiente kimchi para que dure todo el invierno, pues la comida fermentada puede durar por varios años. Estos son guardados en ollas de barro tradicionales conocidas como Jangdokdae, aunque con la llegada de los refrigeradores, especialmente el kimchi congelado y el kimchi producido comercialmente, esta práctica se ha hecho menos común. El kimchi es enriquecido con vitamina A, tiamina B1, riboflavina B2, calcio y hierro. Su componente más benéfico se encuentra en la bacteria lactobacilo; que se encuentra en yogur o alimentos fermentados. Esta bacteria ayuda a la digestión. Los coreanos consumen en promedio 40 libras de kimchi cada año.

### Fideos

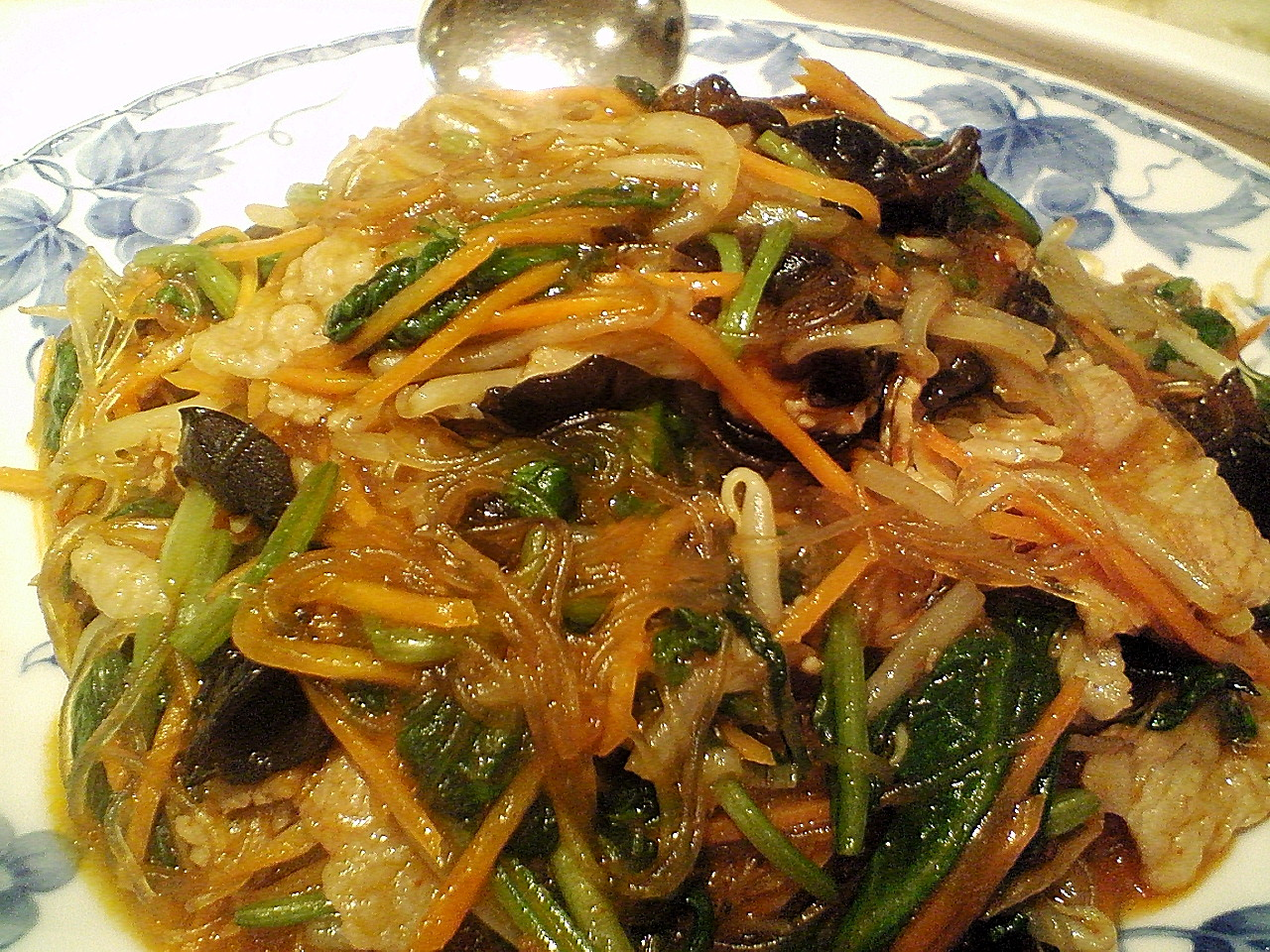
Japchae, un tipo de platillo de fideos coreanos hecha con carne de res marinada y vegetales en salsa de soya y aceite de sésamo.

Los fideos o los platillos de fideos en la gastronomía coreana son conjuntamente conocidos como guksu en coreano nativo o myeon en hanja. Mientras que los fideos han sido consumidos en Corea desde la antigüedad, la producción de trigo era menor que otros cultivo, por lo tanto los fideos de trigo no eran comida diaria hasta 1945. Los fideos de trigo (milguksu) eran comidas especiales para cumpleaños, bodas o en ocasiones favorables pues la forma larga y continúa se asociaba con la dicha de la longevidad y a largos matrimonios.
En Corea los platillos tradicionales con fideos son onmyeon o guksu jangguk (fideos con un caldo claro y caliente),  naengmyeon (fideos fríos de alforfón),  bibim guksu (platillo de fideos fríos mezclados con vegetales),  kalguksu (fideos cortados a cuchillo), kongguksu (fideos con caldo de soya frío), japchae (fideos celofán hechos de papa dulce con varios vegetales), entre otros. En la corte real, baekmyeon (literalmente “fideos blancos”), los cuales consisten de fideos alforfón y caldo de faisán, era considerado el platillo de fideos de mayor calidad. Naengmyeon con una sopa fría mezclada con dongchimi (kimchi de rábano acuoso) y caldo de falda de res era consumido en la corte durante el verano.
- Jajangmyeon, un platillo de fideos chino y considerado principal por los coreanos, es extremadamente popular en Corea por su rapidez. Es hecho con salsa de judías negras usualmente fritas con cubitos de carne de cerdo o mariscos y una variedad de vegetales, que incluye calabacín y papas. Es popularmente ordenado y entregado como un platillo traído de China en muchas partes del mundo
- Ramyeon se refiere a los fideos instantáneos similares al ramen.

### Banchan
Banchan es un término colectivo que se refiere  a las guarniciones en la gastronomía coreana. Sopas y guisados no son considerados banchan. 

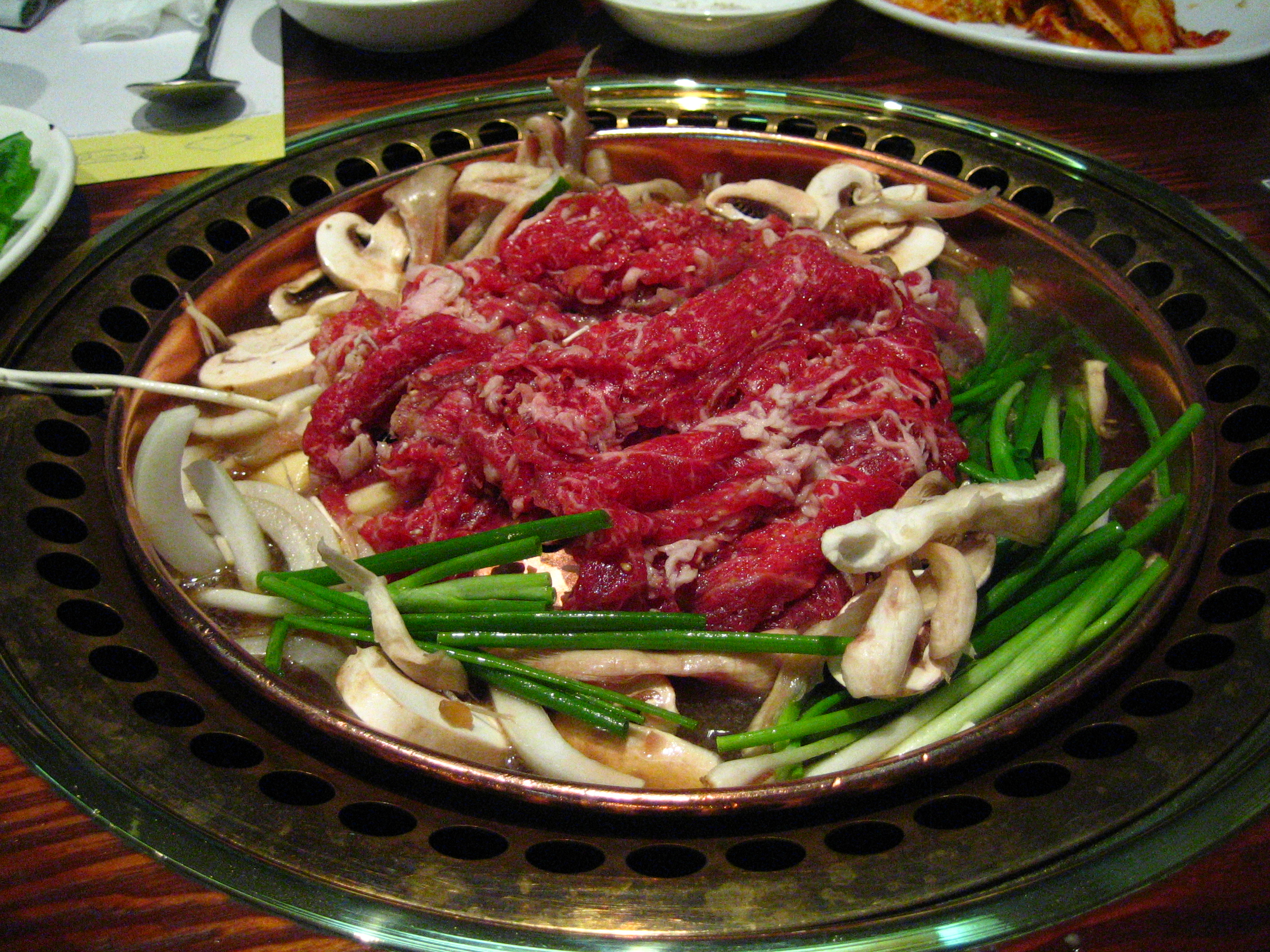
Bulgogi, un platillo coreano asado; la carne y vegetales mostrados aquí aún no son asados.

Gui  son platillos a la parrilla, los cuales comúnmente tienen carne o pescado como ingrediente principal, pero en algunos casos también cuentan con vegetales a la parrilla u otros ingredientes vegetales. En los restaurantes tradicionales, la carne es cocinada al centro de la mesa sobre un asador de carbón, rodeado de varios banchan y tazones de arroz individuales. La carne cocinada es entonces cortada en piezas pequeñas y envuelta con hojas de lechuga fresca, con arroz, ajo picado finamente, ssamjang (una mezcla de gochujang y dwenjang) y otros sazonadores. El sufijo gui es generalmente omitido en los nombres de platillos cuyo ingrediente principal es la carne, por ejemplo, el galbi, cuyo nombre era originalmente galbi gui.
Jjim y seon (platillos al vapor) son términos genéricos que se refieren a los platillos al vapor o hervidos en la gastronomía coreana. Sin embargo, la base es hecha con carne o mariscos marinados en gochujang o ganjang mientras que el seon es hecho con vegeales rellenos
Hoe (platillos crudos) aunque el término originalmente se refería a cualquier tipo de platillo crudo, es generalmente usado para referirse a saengseonhweh (생선회, platillos de pescado crudo). Es sumergido en gochujang, o salsa de soya con wasabi, y servido con lechuga u hojas de perilla. 

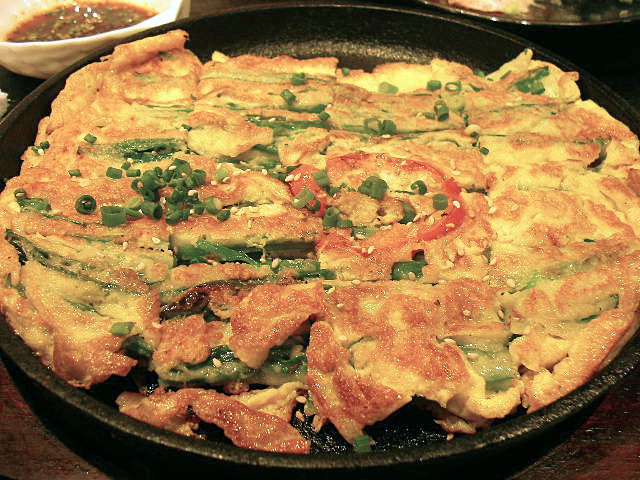
Bindaetteok

Jeon (or buchimgae) son panques salados hecho de varios ingredientes. Kimchi cortado o maricos se mezclan en una masa de harina de trigo, y después se fríen en una sartén. Este platillo sabe mejor cuando es sumergido en una mezcla de salsa de soya, vinagre y polvo de pimiento picante

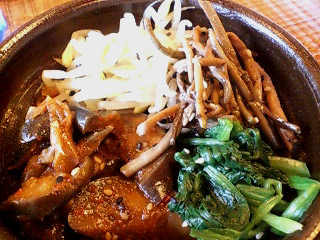
Namul

Namul puede ser usado para referirse a saengchae (생채, literalmente “vegetales frescos”) o orsukchae (숙채, literalmente “vegetales calientes”), aunque el término se refiere generalmente al segundo. Saengchae es mayormente sazonado con vinagre, polvo de pimiento picante y sal, para dar un sabor picante y estimulante. Por otro parte, sukchae (숙채) es cocinado y sazonado con salsa de soya, aceite de sésamo, ajo picado, y a veces polvo de pimiento picante.

### Anju(guarniciones para acompañar bebidas alcohólicas)

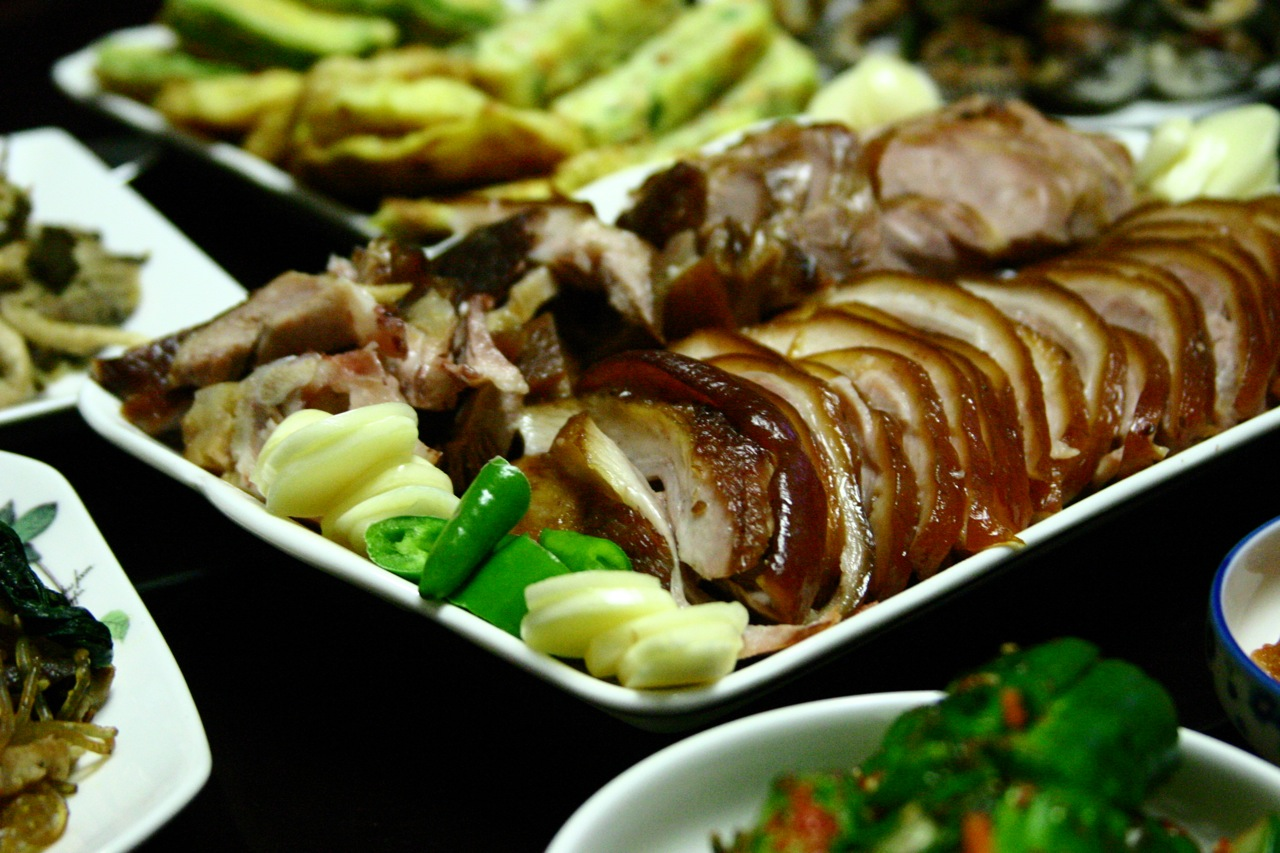
Jokbal : pata de puerco, un tipo de Anju.

Anju es un término general para las guarniciones coreanas ingeridas con alcohol. Algunos ejemplos de anju incluyen calamar al vapor con gochujang, frutas surtidas, dubu kimchi (tofu con kimchi), cacahuetes, odeng/ohmuk, sora (소라) (un tipo de marisco popular en las tiendas de comida de la calle), y nakji (pequeños pulpos). Soondae es también un tipo de anju, como lo es samgyeopsal, o dwejigalbi, o patas de pollo. La mayoría de las comidas coreanas deberían ser servidas como anju, dependiendo de la disponibilidad y el sabor del platillo. Sin embargo, el anju es considerado diferente al banchan servido en una comida normal coreana. Jokbal es la pierna de cerdo servida con saeujeot (salsa de camarón salteado fermentada).

## Bebidas

### Bebidas no alcohólicas

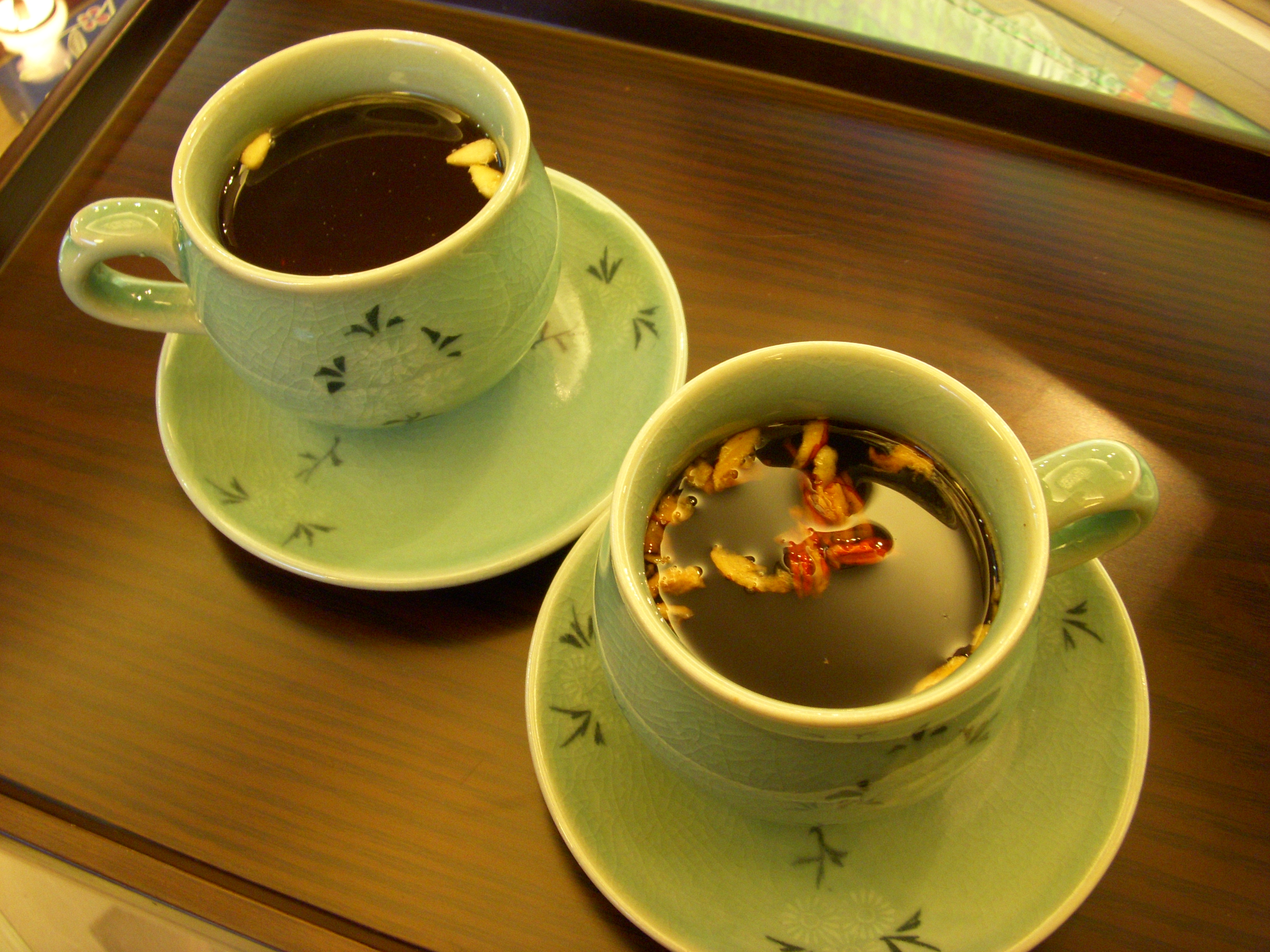
Daechu cha (té de jujube)

Todas las bebidas no alcohólicas tradicionales se conocen como eumcheong o eumcheongnyu (음청류) lo que literalmente significa "bebidas claras". De acuerdo con documentos históricos respecto a la gastronomía coreana, 193 artículos de eumcheongnyu están registrados. Eumcheongnyu pueden ser divididas en las siguientes categorías: té,  hwachae (ponche de frutas),  sikhye (bebida de arroz dulce), sujeonggwa (ponche caqui), tang (탕, agua hervida),  jang (장, jugo de grano fermentado con sabor agrio), suksu (숙수, bebida hecha de hierbas), galsu (갈수, bebida hecha de extracto de frutas, y medicina oriental), agua dulce, jugo, y leche por sus ingredientes y las formas de preparación. Entre las variedades el té, hwachae, sikhye, y sujeonggwa son ampliamente favorecidas y consumidas; las demás casi desaparecieron para el final del siglo XX.
En la gastronomía coreana, el té o cha, se refiere a varios tipos de tés herbales que pueden ser servidos fríos o calientes. No necesariamente relacionado con las hojas, los brotes de las hojas, o los entrenudos de la planta Camellia sinensis, son hechos de diversas sustancias que incluyen frutas (por ejemplo, yujacha), flores (por ejemplo, gukhwacha), hojas, raíces y granos (por ejemplo, boricha, hyeonmi cha) o hierbas y sustancias usadas en la medicina tradicional coreana, como ginseng (por ejemplo, Insam cha) o jengibre (por ejemplo, saenggang cha).

### Bebidas alcohólicas

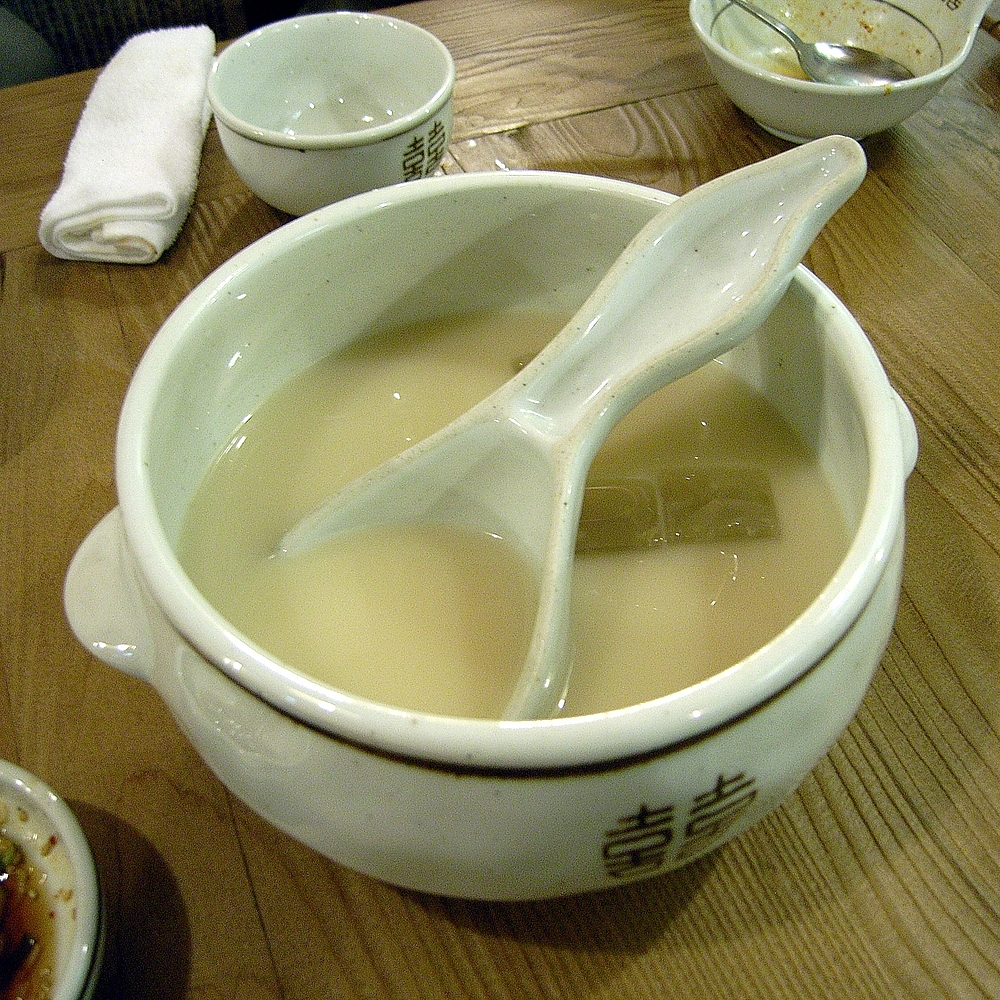
Tazón de makgeolli, un tipo de takju

Mientras que el soju es el licor más conocido, existen cerca de 100 diferentes bebidas alcohólicas, como cervezas, vinos de arroz o frutas, y licores producidos en Corea del Sur, así como una bebida de arroz dulce. Las cervezas más vendidas (el término coreano para cerveza es maekju) son las lagers, las cuales difieren de las cervezas occidentales en que son elaboradas de arroz y no de cebada. Por lo tanto, las cervezas coreanas son más ligeras, dulces y tienen menos espuma que su contraparte occidental. El mercado de Corea del Sur es dominado por dos cervecerías Hite y OB. Taedonggang es una cerveza hecha en Corea del Norte producida en una cervecería fundada en Pionyang desde el 2002. Las cervecerías más pequeñas y los bares han aumentado su popularidad después del 2002.
El soju fue originalmente hecho de granos, especialmente arroz, y ahora es también hecho de papas dulces o cebada. El Soju hecho de grano es considerado superior (como es el caso del vodka de grano contra el de papa). El soju contiene cerca de 22% de alcohol, y es la bebida favorita de los estudiantes de la universidad, hombres de negocios y trabajadores.[cita requerida]
Yakju es un licor puro refinado fermentado de arroz, el más conocido es cheongju. Takju es un licor espeso no refinado hecho de granos, el más conocido es makgeolli, un vino blanco de leche de arroz tradicionalmente consumido por granjeros.
Además del vino de arroz, existen varios vinos de frutas y herbales en la gastronomía coreana. Acacia, ciruela maesil, membrillo chino, cereza, frutos de pino, y granada son los más populares. El vino de Majuang (una mezcla de uvas coreanas con vinos americanos o franceses) y vinos hechos de ginseng también están disponibles.

## Dulces

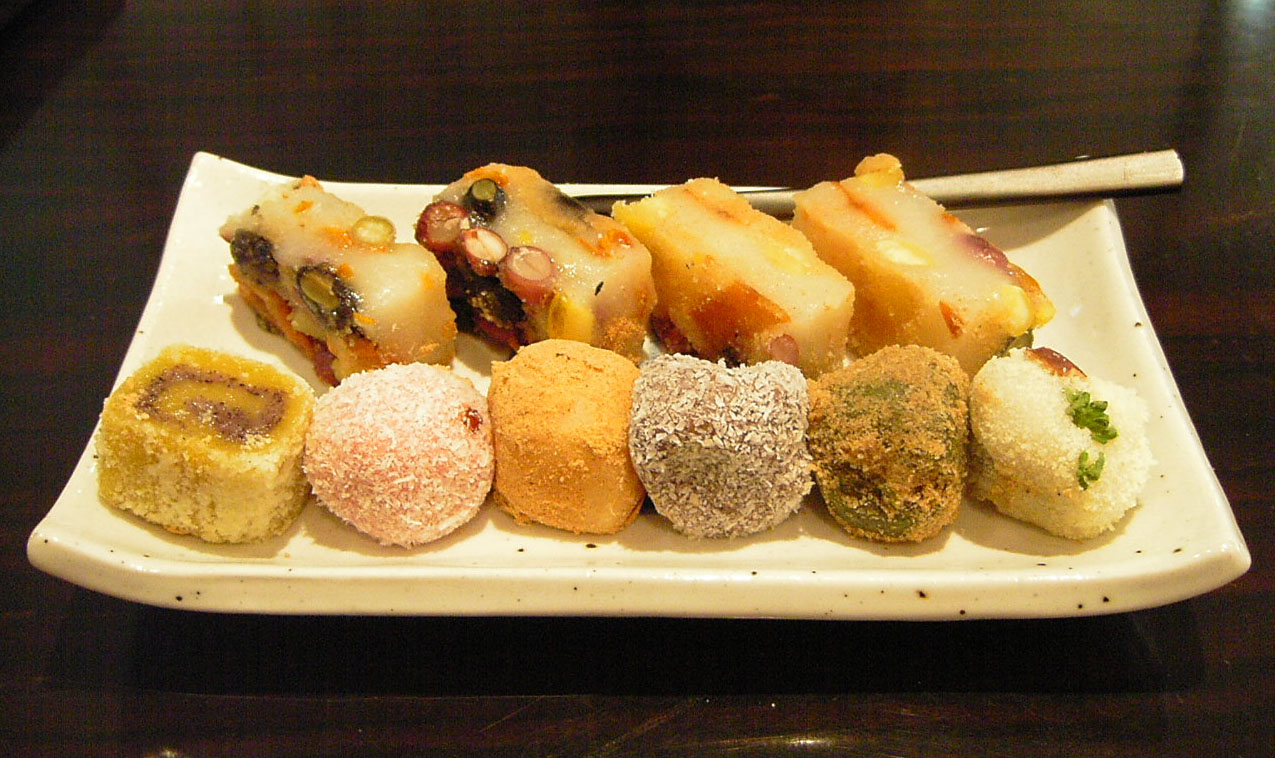
Tteok

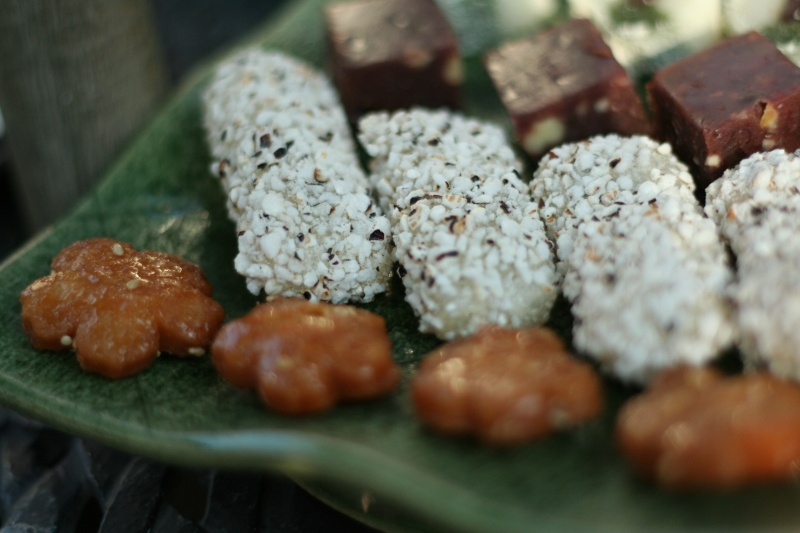
Varios hahngwa

Los tradicionales pasteles de arroz, tteok y la repostería coreana  hangwa son consumidos como golosinas durante vacaciones y festivales. El Tteok se refiere a todo tipo de pasteles de arroz hechos de arroz molido (메떡, metteok), arroz glutinoso molido (찰떡, chaltteok), o arroz glutinoso, sin moler. Es servido ya sea como relleno o cubierto con pasta endulzada de frijol mungo, pasta de frijol rojo, puré de judías rojas, pasas, un relleno endulzado hecho con semillas de sésamo, calabaza dulce, frijoles, jujubes, piñones o miel. El Tteok es usualmente servido como postre o bocadillo. Entre muchas variedades el songpyeon es el relleno masticable del ttok servido en Chuseok. La miel y otros ingredientes dulces como el sésamo endulzado o las judías negras son usados como relleno. Las agujas de pino pueden ser usadas para dar sabor durante el proceso de cocer al vapor. Yaksik es un pastel de arroz dulce hecho con arroz glutinoso, castañas, piñones, jujubes, entre otros ingredientes, mientras que el chapssaltteok es un tteok relleno de pasta de judías dulce.
Por otro lado, hangwa es un término general que se refiere a todos los tipos de repostería tradicional coreana. Los ingredientes del hahngwa consisten principalmente de harina de grano, miel, yeot, y azúcar, o de frutas y raíces comestibles.  Hangwa se divide en yumilgwa (repostería frita), suksilgwa, jeonggwa, gwapyeon, dasik (alimentos de té) y yeot. Yumilgwa es hecho de piezas de masa frita, como el maejakgwa y yakgwa. Maejakgwa es un postre con forma de anillo hecho de harina de trigo, aceite vegetal, canela, jugo de jengibre, jocheong y piñones, mientras que el yakgwa, literalmente “confección medicinal”, es un bizcocho hecho de miel, aceite de sésamo y harina de trigo.
Suksilgwa es hecho de frutas hervidas, jengibre, o nueces en agua, que después se mezclan para hacer la forma de la fruta original, u otras formas. Gwapyeon es un postre similar a la gelatina hecho de frutas agrias hervidas, almidón, y azúcar. Dasik, literalmente “restaurante para té”, es hecho de harina de arroz amasada, miel, y varios tipos de harinas de nueces, hierbas, sésamo, o jujubes.  Jeonggwa, o jeongwa, es hecho de frutas hervidas, raíces de plantas y semillas en miel, mulyeot (물엿, dulce líquido) o azúcar. Es similar a la mermelada o jalea. Yeot es un dulce tradicional coreano en líquido o sólido hecho de arroz al vapor, arroz glutinoso, kaoliang glutinoso, maíz, papas dulces o una mezcla de granos. Los ingredientes al vapor son ligeramente fermentados y hervidos en una olla grande, llamada sot (솥), por un largo tiempo.

## Comidas regionales

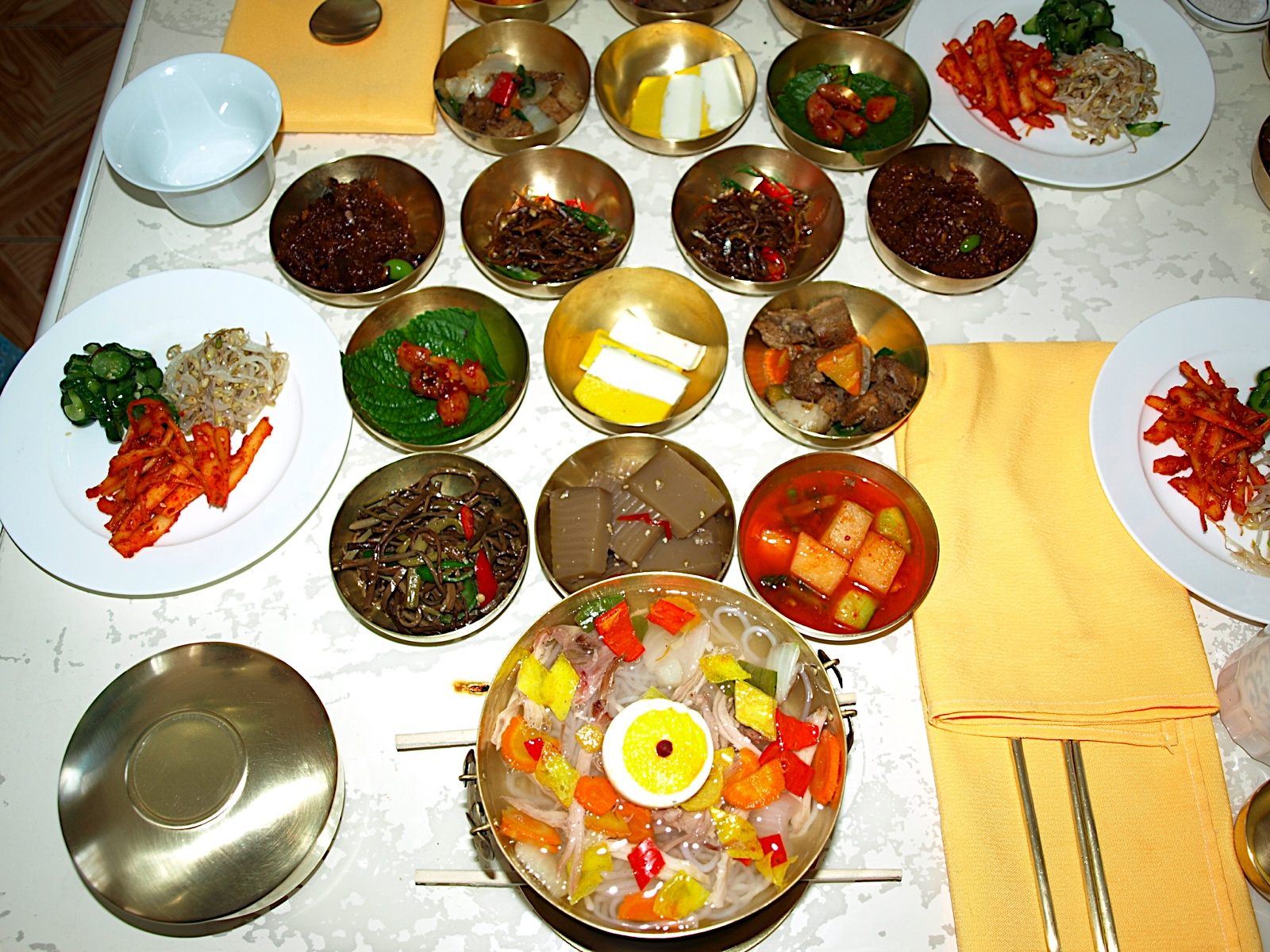
Una comida tradicional en Kaesong, Corea del Norte

La comida regional coreana (en coreano hyangto eumsik, literalmente “alimentos nativos locales”)  Son caracterizados por las especialidades locales y los distintivos estilos entre las comidas coreanas. Las divisiones reflejan las fronteras históricas de las provincias donde estos alimentos tradiciones culinarias son preservadas hasta los tiempos modernos.
Aunque Corea ha estado dividida en dos naciones desde 1948 (Corea del Norte y Corea del Sur), estuvo dividida en ocho provincias (paldo) de acuerdo con los distritos administradores en la dinastía Joseon. La región norte consistía de las provincias Hamgyeong,  Pyeongan, Hwanghae. La región central contenía las provincias Gyeonggi, Chungcheong, y Gangwon. Las provincias Gyeongsang  y Jeolla conformaban la región sur.
Hasta el siglo XIX, las redes de transporte no estaban bien desarrolladas, y cada provincia preservaba sus propios sabores característicos y métodos de cocción. Las diferencias geográficas también están reflejadas por las especialidades locales de los productos alimenticios dependiendo del clima y los tipos de agricultura, así como de los alimentos naturales disponibles. Con el desarrollo moderno de los transportes y la introducción de alimentos extranjeros, las comidas regionales coreanas han tendido a traslaparse e integrarse. Sin embargo, muchos platillos únicos tradicionales en las comidas regionales coreanas se han pasado de generación en generación.

### Comida budista

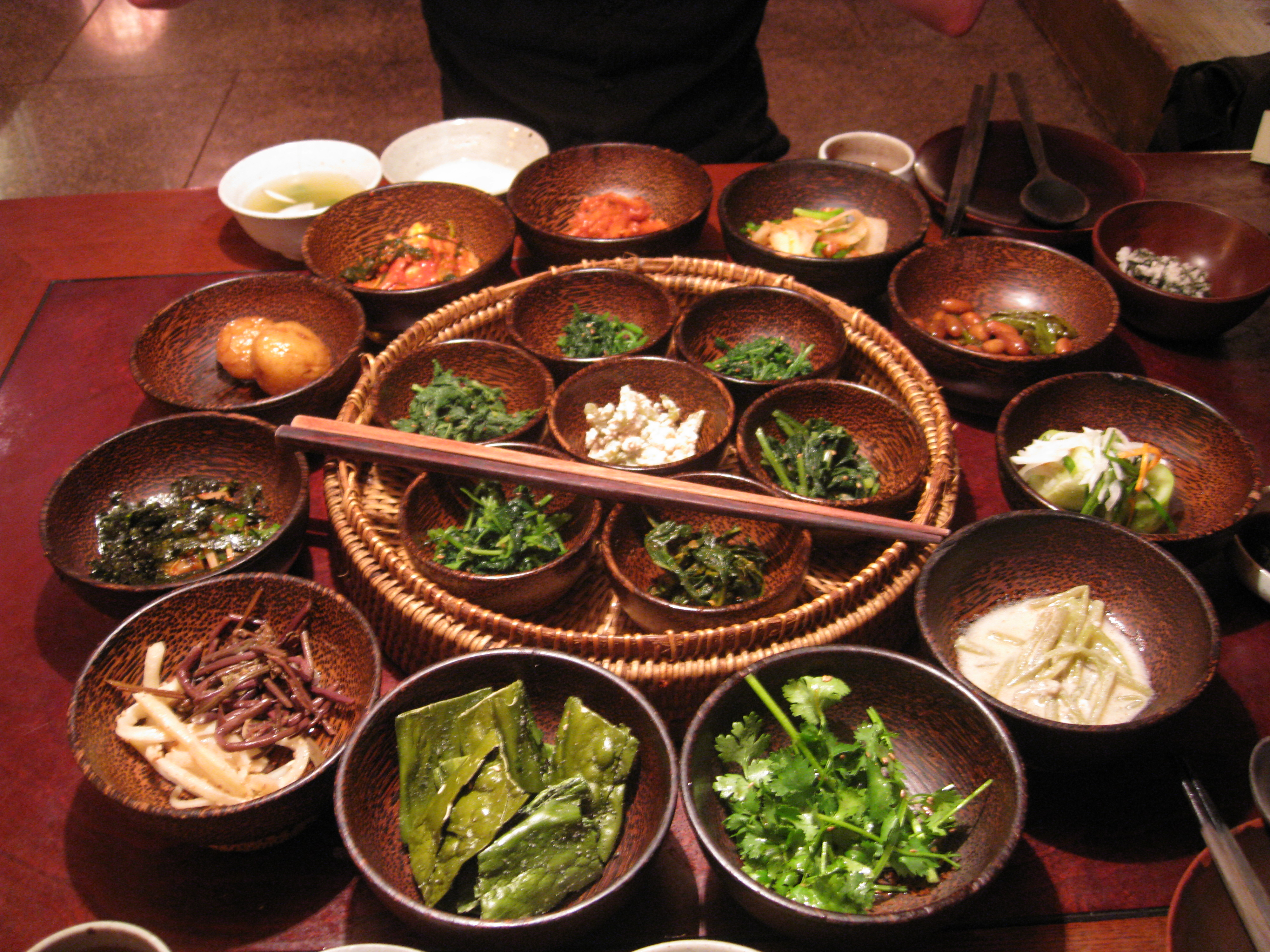
Gastronomía del templo coreano en Sanchon, un restaurante localizado en Insadong, Seúl.

La comida de los templos coreanos se originó en los templos budistas de corea. Desde que el budismo se introdujo en corea, las tradiciones budistas han influenciado fuertemente la comida coreana. Durante el periodo Silla (57 a. C.- 935 d. C), chalbap (찰밥, un tazón de arroz glutinoso cocido), yakgwa (un postre frito) y  yumilgwa (un bocadillo frito e hinchado) eran servidos en los altares budistas y han sido desarrollados en tipos de hangwa, confitería tradicional coreana. Durante la dinastía Goryeo, sangchu ssam (envolturas hechas de lechuga) yaksik, y yakgwa fueron desarrollados, y propagados a China y otros países. Desde la dinastía Joseon, la cocina budista se ha establecido de Corea de acuerdo a las regiones y templos.
Por otro lado, la cocina de la corte real está fuertemente relacionada al templo de la cocina coreano. En el pasado cuando las criadas de la corte real, sanggung, quienes eran las encargadas del Suragan (hangul: 수라간; 水剌間; el nombre de la cocina real), donde preparaban las comidas del rey, se hizo viejo, tuvieron que dejar el palacio real. Por lo tanto, muchas de ellas entraron a templos budistas para convertirse en monjas. Como resultado, las técnicas culinarias y recetas de la cocina real fueron integradas con la cocina budista.

### Comida vegetariana

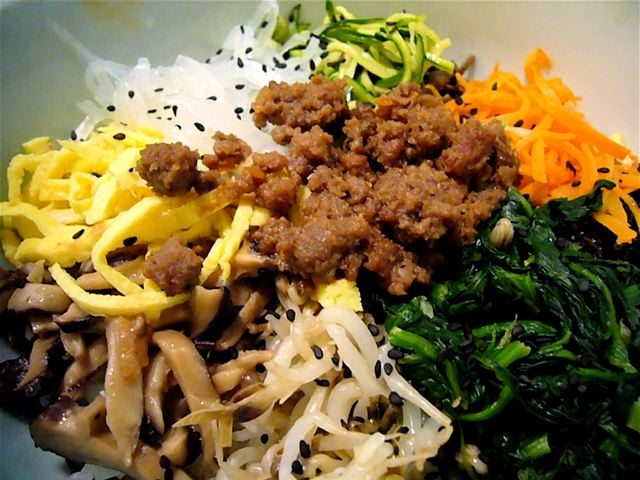
Acercamiento de los ingredientes de goldongban o bibimbap

La comida vegetariana en corea podría estar unida a las tradiciones budistas que influencian la cultura coreana de la dinastía Goryeo en adelante. Hay cientos de restaurantes vegetarianos en Corea, aunque históricamente han sido restaurantes locales que son desconocidos para los turistas. Muchos tienen bufet, con comida fría, kimchi vegetariano, y tofu siendo los principales ingredientes. Bibimbap es un platillo común vegano. Los menús cambian con las temporadas. Vino sin alcohol y tés finos son también servidos. La ceremonia coreana del té es adecuada para todos los vegetarianos y veganos, y empezó con las influencias budistas. Toda la comida es consumida con una combinación de palillos de acero inoxidable ovales y una cuchara de manco largo poco profunda, juntos son llamados sujeo.

### Alimentos ceremoniales
La comida es una parte importante de las tradiciones de las familias coreanas en ceremonias, las cuales están principalmente basadas en la cultura de Confucio. Gwan Hon Sang Je (관혼상제; 冠婚喪祭), la ceremonia de las cuatro familias (la ceremonia de mayoría de edad, boda, funeral y rito ancestral) han sido considerados especialmente importantes y elaboradamente desarrollados, continuando influenciando la vida de los coreanos hasta estos días. La comida ceremonial en corea se ha desarrollado con variaciones a través de diferentes regiones y culturas.
Por ejemplo, los rituales son principalmente realizados en los aniversarios de ancestros fallecidos, llamado jesa. La comida del ritual incluye arroz, licor, sopa, vinagre y salsa de soya (primera fila), fideos, carne ensartada, platillos de vegetales y pescados (segunda fila); tres tipos de sopa caliente, platillos de carne y vegetales (tercer fila); bocadillos deshidratados, kimchi, y bebidas de arroz dulce (cuarta fila); y una variedad de frutas (quinta fila).

### Comida en la calle

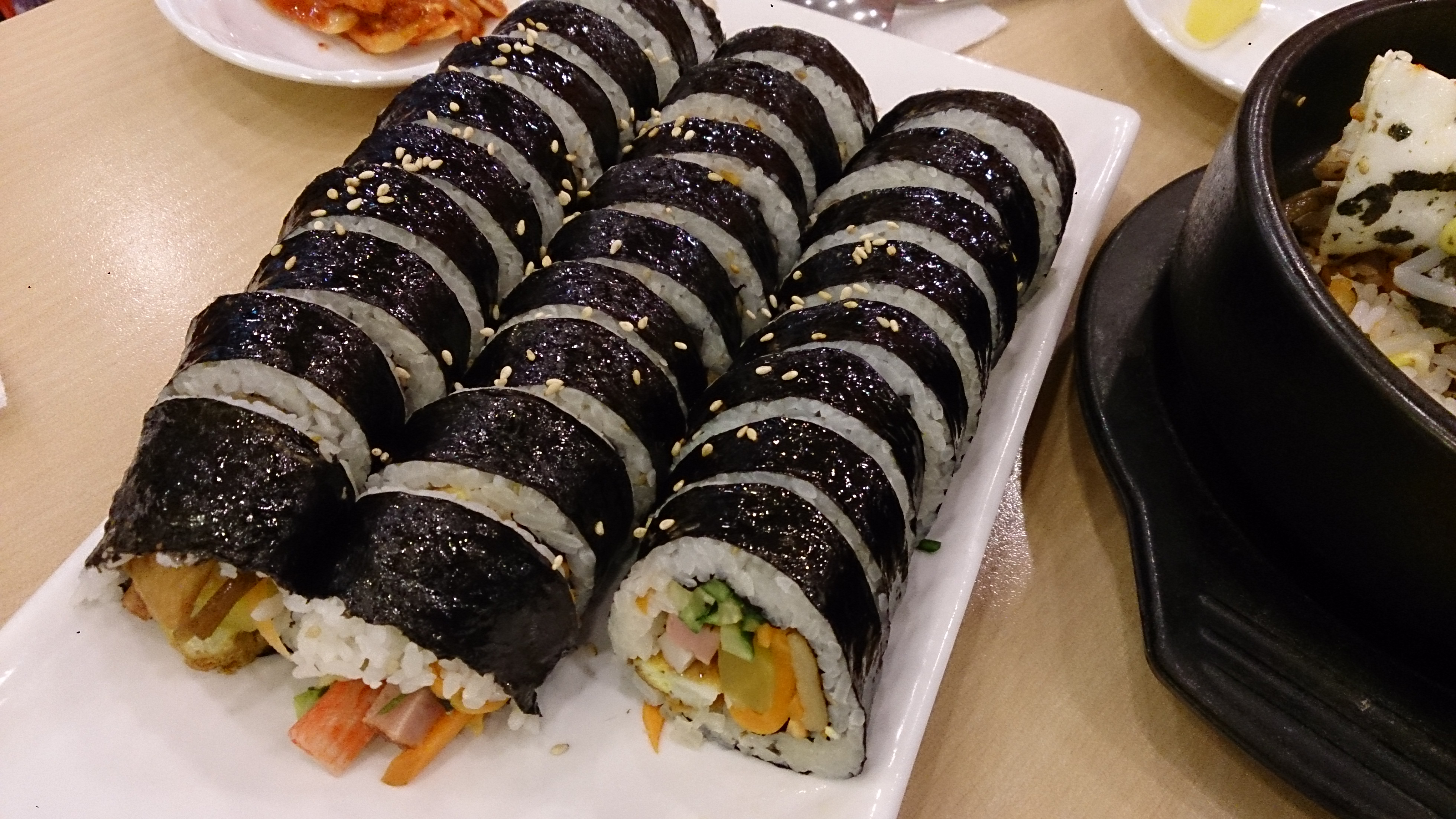
Gimbap

Si hablamos de comida callejera, tenemos que hablar del bunsik. Más que un plato específico, el bunsik hace referencia a la comida rápida y económica que incluye desde tteokbokki hasta gimbap, hotteok o sándwiches coreanos. Es una categoría muy popular en los puestos callejeros de Corea y refleja la versatilidad y cercanía de la comida coreana típica para el día a día.
En Corea el sur, la comida no tan cara puede ser conseguida de pojangmacha, carros en la calle durante el día, donde los compradores pueden comer parados a un lado del carro o pedir su comida para llevar. En la noche pojangmacha (포장마차) se convierten en pequeñas tiendas de campaña que venden comida, bebidas y bebidas alcohólicas.
La comida estacional de la calle incluye hotteok, y bungeoppang, que son disfrutados en otoño e invierno. Gimbap (김밥) y tteokbokki (떡볶이) que son populares entre la comida de la calle.

## Etiqueta

### Comida

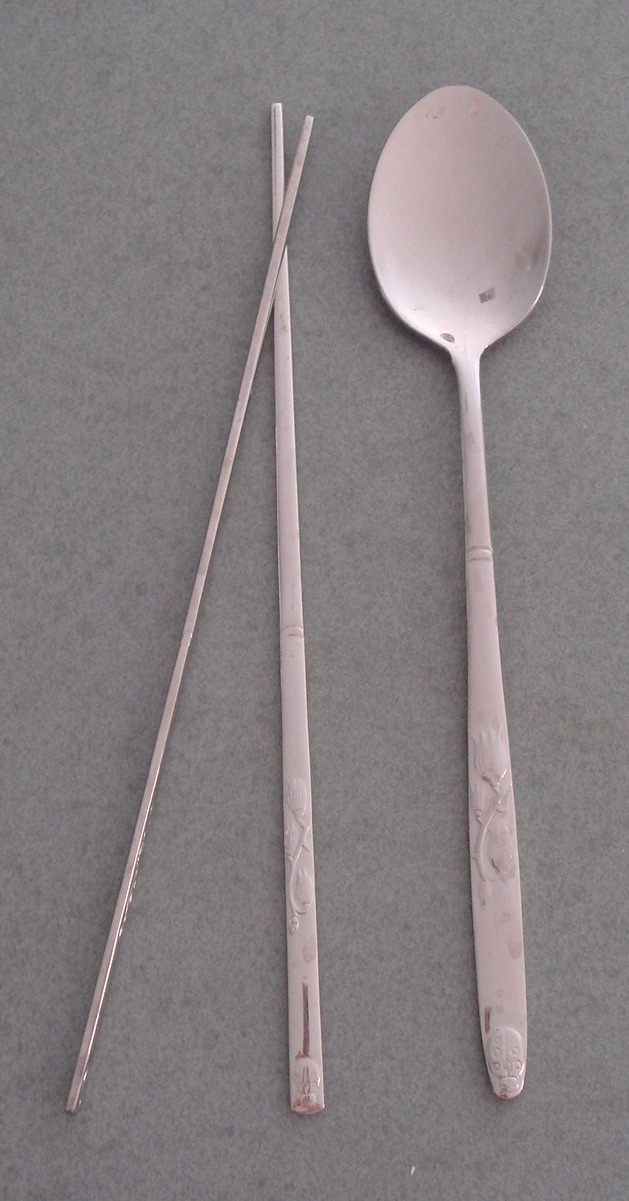
Palillos coreanos y cuchara hechos de acero inoxidable.

Las comidas de etiqueta en el Corea pueden ser remontadas a las filosofías confucianas del periodo Joseon. Las guías como el Sasojeol (士小節, Reglas de etiqueta elementales para las familias eruditas), escrito en 1775 por Yi Deokmu (이덕무; 李德懋), hablas de las comidas de etiqueta durante ese periodo. Entre otras sugerencias se incluyen artículos como "cuando vea una vaca gorda, cerdo, cabra o pollo, no hable inmediatamente de sacrificarlo, cocinarlo o comerlo"   “cuando tenga una comida con otros, no hable de cosas olorosas o sucias, como forúnculos o diarrea”  “cuando esté en una comida, no coma tan lento que parezca que come contra su voluntad, ni tan rápido que parezca que tomará la comida de alguien más. No tire los palillos en la mesa. Las cucharas no deben tocar los platos, haciendo un ruido chocante”   entre muchas otras recomendaciones que se enfatizan en la etiqueta adecuada en la mesa.
Siempre se servía primero al hombre más anciano de la mesa, comúnmente se les servía en el cuarto de los hombres por las mujeres de la casa. Las mujeres usualmente comían en un lugar separado de la casa después de servir a los hombres. Los hombres y las mujeres más ancianos comían siempre antes que los miembros más jóvenes de la familia.  Usualmente, la comida era tranquila, ya que las conversaciones estaban desalentadas.
En los tiempos modernos, esas reglas se han hecho laxas, pues las familias regularmente comen juntas ahora y usan su tiempo para conversar. Entre los elementos que aún se sostienen de este decoro se encuentra que los miembros más jóvenes de la mesa no deben tomar sus palillos o empezar a comer antes que los más ancianos de la mesa o invitados y no deben terminar de comer antes que los ancianos o invitados terminen de comer.
En Corea, a diferencia de China, Japón y Vietnam, el tazón del arroz o la sopa no es levantado de la mesa cuando se come de él. Esto se debe a que en cada comida se da una cuchara junto con los palillos, conocidos conjuntamente como sujeo. Se espera que se use la cuchara para comer el arroz y las sopas. Hay reglas que reflejan el decoro de compartir guarniciones comunales; las reglas incluyen no tomar de los platillos mientras se dejan otros, y la cuchara usada debe ser limpiada, pues regularmente los comensales ponen sus cucharas en el mismo tazón olkklmg de la mesa. Los comensales deberán cubrir sus bocas cuando usen mondadientes después de la comida.
La disposición de la mesa también es importante, los ajustes de los lugares individuales, a la izquierda del comensal debería estar: tazón de arroz, cuchara, y después palillo. Las comidas calientes se colocan en el lado derecho de la mesa, con las comidas frías a la izquierda. La sopa debe mantenerse en el lado derecho del comensal junto con los guisados. Los vegetales permanecen a la izquierda con el arroz, y el kimchi se coloca en la parte trasera con las salsas delante.

### Bebidas
La forma de beber bebidas alcohólicas en una cena es importante para las comidas de etiqueta coreanas. Cada comensal debe mantener la cara lejos del hombre más viejo y cubrir su boca cuando bebe alcohol. De acuerdo a Hyang Eum Ju Rye (향음주례; 鄕飮酒禮), beber con etiqueta se estableció en la dinastía Choseon, es descortés para un rey y su vasallo, un padre y su hijo, o un maestro y su estudiante beber cara a cara. De la misma forma, un invitado no debe rechazar la primera bebida ofrecida por el anfitrión, y en las situaciones más formales, el comensal debe cortésmente rechazar la segunda bebida ofrecida por el más anciano o el anfitrión. Cuando el anfitrión ofrece por tercera vez, entonces el invitado puede aceptarlo. Si el invitado lo rechaza tres veces, la bebida no será ofrecida de nuevo.

## Historia

### Prehistoria
En el periodo de la cerámica Jeulmun (aproximadamente del 8000 al 1500 a. C.) las sociedades de caza y recolección se ocupaban de la pesca y la caza, la agricultura apenas comenzaba en las últimas etapas.
Desde el inicio del periodo de la cerámica Mumun (1500 a. C.), las tradiciones en la agricultura empezaron a desarrollarse con los nuevos grupos inmigrantes del río Liao fundado en Manchuria. Durante el periodo Mumun, la gente cultivó mijo, cebada, trigo, legumbres y arroz, y continuaron con la caza y la pesca. Restos arqueológicos indican al desarrollo de la fermentación durante este periodo, y el contacto con culturas nómadas del norte facilitó la domesticación de animales.

### El periodo de los tres reinos

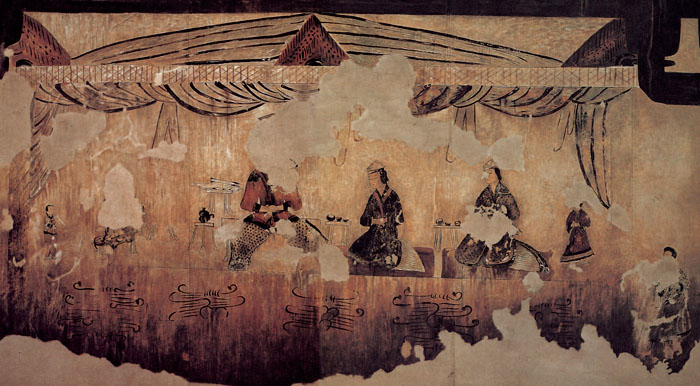
In a mural of Gakjeochong (각저총 "Tombs of Wrestlers")

, a Goguryeo tomb built around the 5th century shows a Goguryeo nobleman having a meal with two ladies.
El periodo de los tres reinos (57 a. C. -668  ) fue de rápida evolución cultural. El reino de Goguryeo (37 a. C.-668  C.) estaba localizado en la parte norte de la península, a lo largo de lo que hoy en día es Manchruria. El segundo reino Baekje (18 a. C.-660  C.) estaba en la región sur de la península, y el tercero Silla (57 a. C.-935 d. C.) estaba localizado en la parte sur de la península. Cada región tenía sus propias prácticas culturales y comidas. Por ejemplo, Baekje era conocido como comida fría y el kimchi como comida fermentada. La propagación del budismo y el confucionismo de China durante el siglo IV d. C.  empezó a cambiar las distintas culturas de Corea.

### Periodo Goryeo

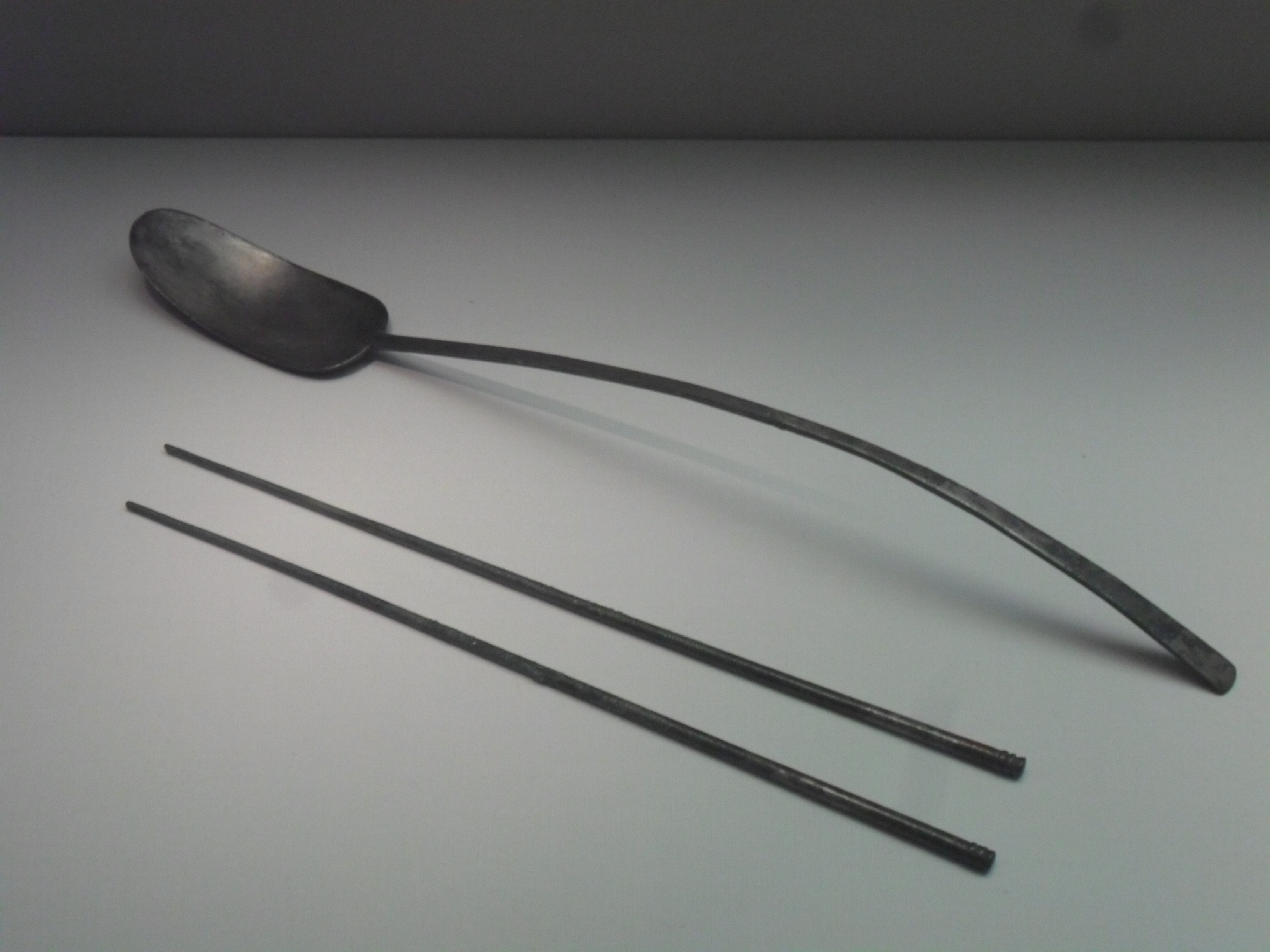
Cuchara de plata y palillos sepultados con el rey Injong en 1146.

Durante el último periodo Goryeo, los mongoles invadieron Corea en el siglo XIII. Algunas comidas tradicionales conocidas hoy en día en Corea tienen sus orígenes en la invasión mongol. Las bolas de masa de pescado, mandu las cuales vienen del Mantou chino, los platillos de carne asada, los platillos de fideos, y el uso de sazonadores como la pimienta negra, todos tienen sus raíces en este periodo.

### Periodo Joseon
Las innovaciones en la agricultura fueron significativas y expandidas durante este periodo, tal como la invención del pluviómetro durante el siglo XV. Durante 1429, el gobierno empezó a publicar libros de técnicas de agricultura y labranza, lo cual incluía Nongsa jikseol (literalmente “hablar directamente de agricultura”) un libro de agricultura compilado bajo el rey Sejong.
Una serie de invasiones en la primera mitad del periodo Joseon provocó un cambio dinámico en la cultura durante la segunda mitad del periodo. Grupos de eruditos silhak (“aprendizaje práctico”) empezaron a enfatizar la importancia de buscar fuera del país innovaciones y tecnología para ayudar a mejorar los sistemas de agricultura. Los cultivos del Nuevo Mundo empezaban a aparecer, adquiridos a través de tratos con China, Japón, Europa y las Filipinas; estos cultivos incluían maíz, papa dulce, pimientos picantes, jitomates, cacahuates, y chayote. Las papas y las papas dulces fueron particularmente favorecidas pues crecían en suelos y terrenos que ha habían sido usados antes.
El gobierno después desarrollo la agricultura a través de la tecnología e impuestos bajos. Sistemas de irrigación complejos fueron construidos por el gobierno permitiendo a los campesinos producir volúmenes grandes de cultivos y tener cosecha suficiente no solo para mantenerse sino también como cultivos comerciales. El bajo impuesto para el campesinado también permitió la expansión del comercio, al incrementar mercados periódicos, generalmente puestos cada cinco días. Mil de esos mercados existieron en el siglo XIX, y eran centros comunales para los tratados económicos y entretenimiento.
El final del periodo Joseon se marcó por el consistente ánimo de tratar con el mundo occidental, China y Japón. En 1860, algunos acuerdos realizados por el gobierno japonés dejaron que la dinastía Joseon abriera sus puertos al occidente, y así se realizaron diversos tratados con países como Estados Unidos, Gran Bretaña, Francia, y otros países de occidente.
La apertura de Corea al mundo occidental trajo varios intercambios de cultura y comida. Los misioneros occidentales introdujeron nuevos ingredientes y platillos en corea. Se introdujo a las élites Joseon a estas nuevas comidas de extranjeros que acudían a la corte real como consejeros o médicos. Este periodo también coexistió a la introducción de varios sazonadores importados de Japón mediante comerciantes occidentales y bebidas alcohólicas de China.

### De la colonia japonesa al presente

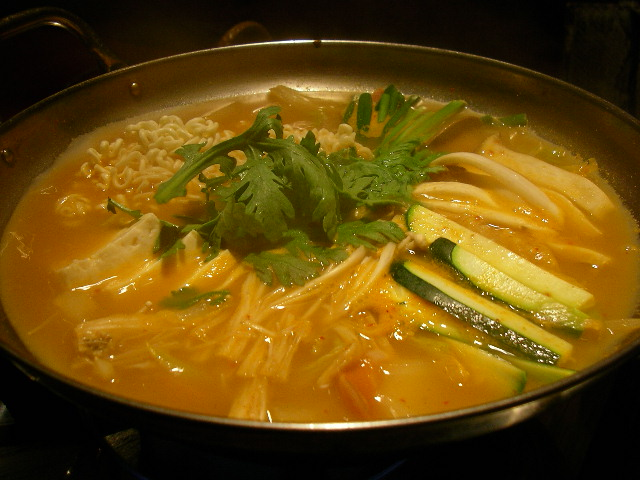
Budae jjigae, un guisado picante originado durante la guerra coreana.

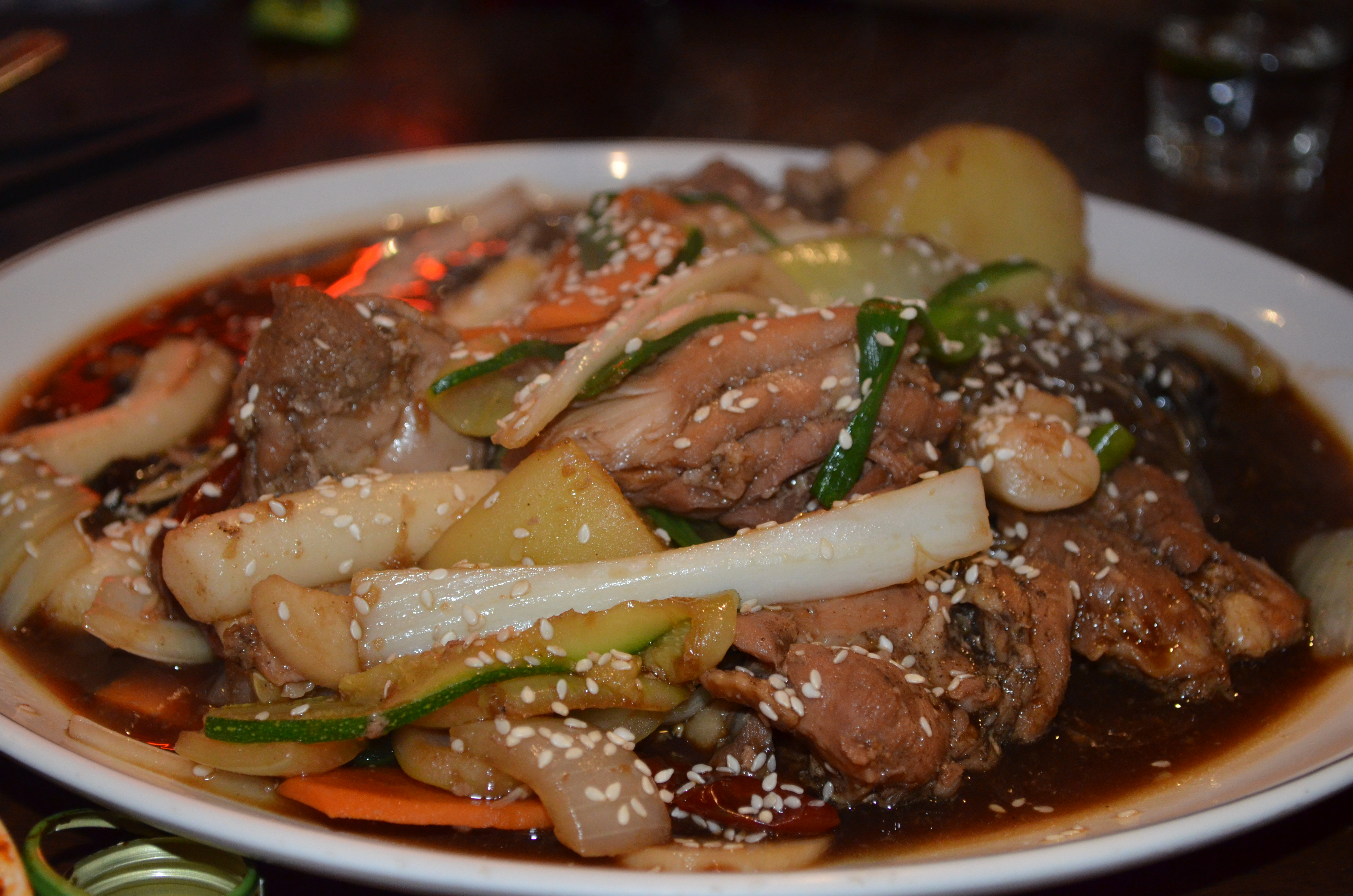
Platillo de pollo coreano en Sídney, Australia

Japón colonizó la península de Corea de 1910 a 1945. Muchos de los sistemas de agricultura eran encargados a los japoneses para sostener el abastecimiento de comida a Japón. Los cambios a las tierras que ocurrieron a causa de la ocupación japonesa incluyen la combinación de pequeñas granjas en grandes granjas, lo que resultó en mayores rendimientos. La producción de arroz incrementó durante este periodo para mantener los esfuerzos de guerra del imperio japonés. Muchos coreanos incrementaron la producción de otros granos para su consumo propio.
Las comidas durante la ocupación japonesa eran variadas. Los coreanos usualmente ingieren dos comidas al día durante las temporadas frías, y tres en las temporadas calurosas. Para las clases más bajas era más importante saciar el hambre que tener calidad en los alimentos. Aquellos en niveles económicos incluso más bajos únicamente podían disfrutar un tazón de arroz blanco cada año, mientras que el resto del año se alimentaban con granos más baratos, como el mijo y la cebada.
Para las clases media y alta durante la ocupación, las cosas eran diferentes. Las comidas occidentales empezaron a emerger en la dieta coreana, tales como pan blanco y alimentos comercialmente producidos como los fideos pre cocidos. Durante esta era también se vivió el aumento de muchas comidas japonesas que se introdujeron en la gastronomía coreana, por ejemplo, el Gimbap, y el Ramen, entre otros. El periodo de la ocupación japonesa terminó después de la derrota de Japón durante la Segunda Guerra Mundial.
El país permaneció en un estado de desorden durante la Guerra Coreana (1950-1953) y la guerra fría, la cual separó al país en Corea del Norte y Corea del Sur. Ambos periodos continuaron las disposiciones limitadas de alimentos para los coreanos,  y el guisado llamado budae jjigae, el cual se hace utilizando carnes baratas como la salsa de Spam, originada en este periodo.

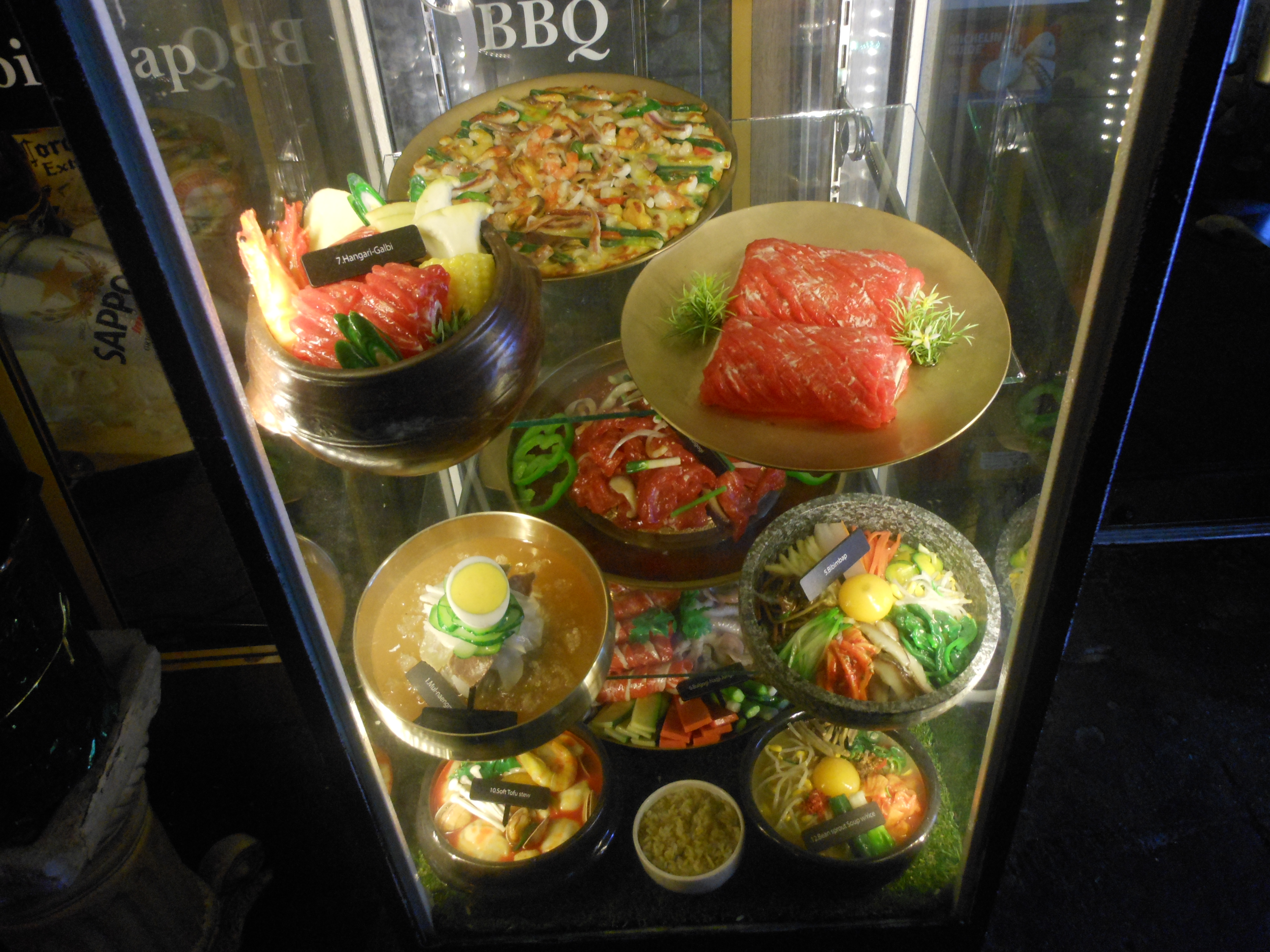
Platillos de restaurante coreano en el barrio Coreano, Nueva York.

En este punto, la historia de Corea del Norte y Corea del Sur claramente se dividió. En 1960 bajo el mandato del presidente Park Chung Hee, la industrialización empezó a dar poder económico y cultural a Corea del Sur, la cual ha mantenido a corea como la economía mundial que es ahora. La agricultura incremento gracias al uso de fertilizantes comerciales y equipos modernos de labranza. En 1970, la escasez de comida empezó a reducirse. EL consumo de comida instantánea y procesada aumento, así como la calidad de las comidas. El ganado y la producción diaria incrementaron durante 1970 a través del incremento de lecherías comerciales y granjas mecanizadas.
El consumo de cerdo y res incremento vastamente en la década de 1970. El consumo per cápita de carne era de 3.6 kg en 1961 y de 11 kg en 1979.  El resultado de este incremento en el consumo de la carne trajo el aumento de los restaurantes bulgogi, los cuales daban a la clase de media de Corea del Sur la capacidad de disfrutar carne con regularidad. El consumo de carne continuó incrementando, alcanzando los 40 kg en 1997, con un consumo de pescado de 49.5 kg en 1998. La disminución en el consumo de arroz ha sido acompañada del incremento en el consumo de pan y fideos.

## Comida de la Corte Real

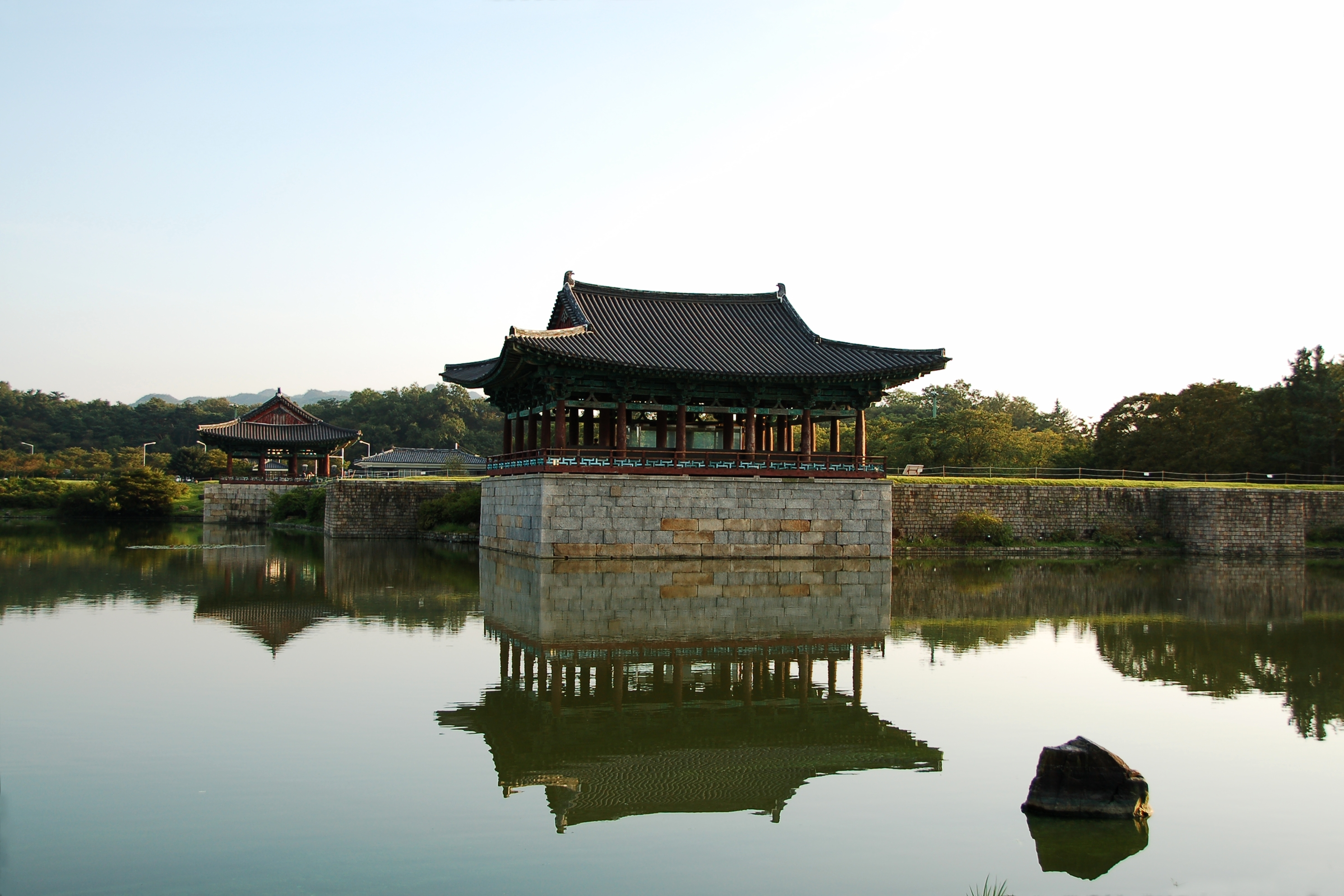
Anapji Lake en Gyeongju, la capital del Reino Silla.

Conjuntamente conocidos como gungjung eumsik durante la era premoderna, los alimentos del palacio real eran reflejo de la abundante naturaleza de los soberanos pasado de la península coreana. Esta naturaleza se evidencia en ejemplos tan antiguos como el reino Silla, donde un lago hecho por el hombre (lago Anapji, localizado en Gyengju), fue creado con múltiples pabellones y salas para el exclusivo propósito de tener abundantes banquetes, y un canal alimentado de primavera, Poseokjeong, se creó para el singular propósito de colocar copas de vino flotando mientras escribían poemas.
Reflejando los regionalismos de los reinos y los países fronterizos de la península, la gastronomía tomo prestadas porciones de cada una de las áreas existentes como en una vitrina. La realeza podía contar con las especialidades regionales más finas y las delicias que se le enviaban al palacio. A pesar de que existen registros de banquetes precedentes al periodo Joseon, la mayoría de estos registros reflejan mayormente la amplia variedad de comidas, pero no mencionan los alimentos específicos presentados.
Las comidas hechas para la familia real no estaban relacionadas con las temporadas, como para una persona común. En lugar de eso, sus comidas variaban significativamente en el día a día. Cada una de las ocho provincias se presentaba cada mes en el palacio real con ingredientes llevados por sus gobernantes, lo que daba a los cocineros un amplio surtido de ingredientes para usar en las comidas reales.

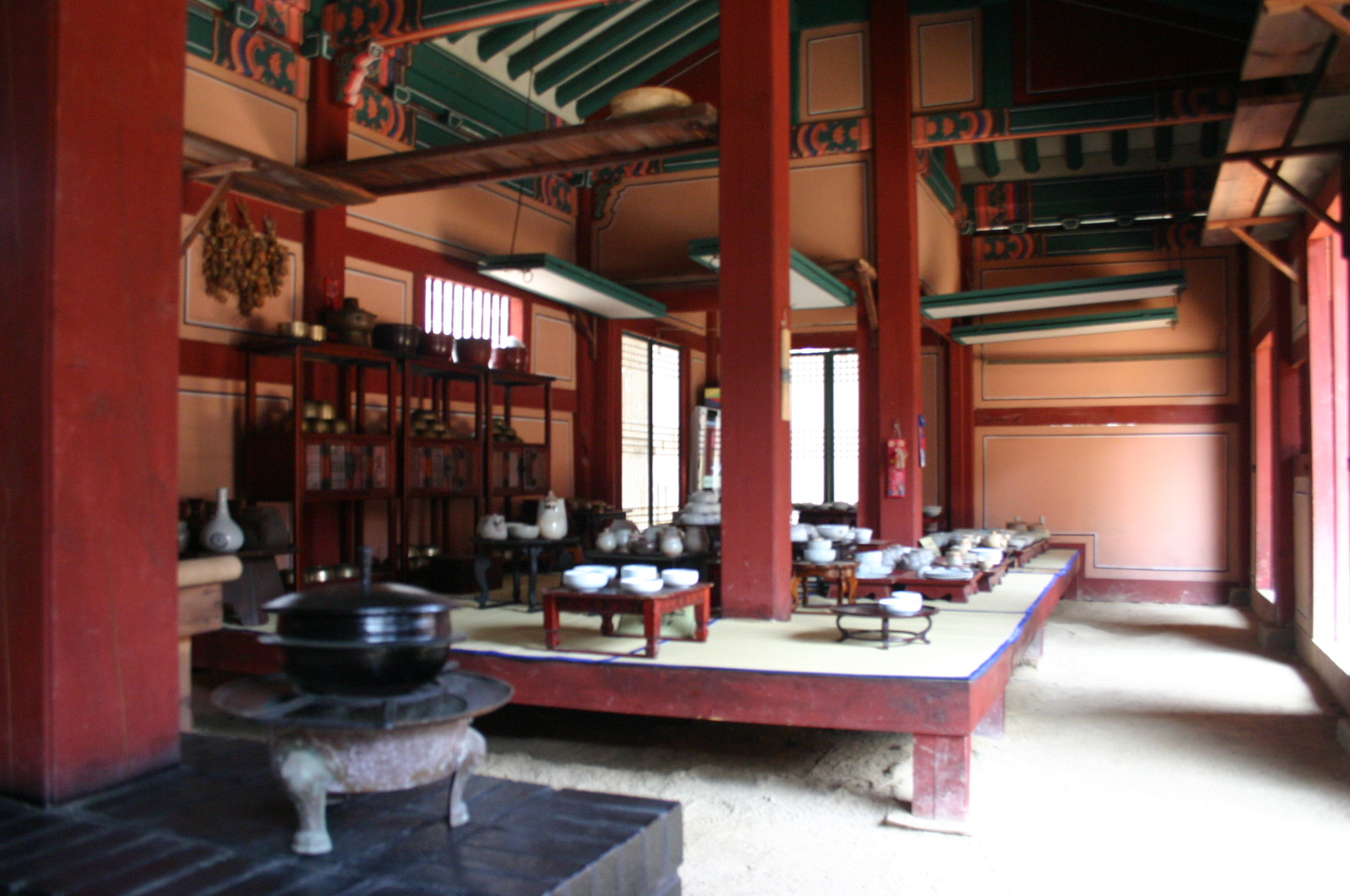
Ejemplo de la cocina real en el parque temático Dae Jang Geum, Corea del Sur.

La comida era considerada importante en el periodo Joseo. Las posiciones oficiales eran los seis ministros (Yukjo, 육조) que estaban a cargo de la obtención y consumo de la comida y bebida para la corte real. La tabla de personal (Ijo, 이조) tenía posiciones específicas para conseguir el arroz para la familia real. La tabla de derechos (Yejo) era responsable de la preparación de la comida para los rituales antiguos, conseguir vinos y otras bebidas y alimentos medicinales. También había cientos de esclavos y mujeres que trabajaban en el palacio que tenían tareas como hacer tofu, licores, té, y tteok (pasteles de arroz). Las mujeres eran las cocineras del palacio real y eran comúnmente de familias de clase baja. Estas mujeres se dividían en cargos específicos o “bureau” como el bureau de comida especial (Saenggwa-bang, 생과방) o el bureau de preparar comida (Soju-bang, 소주방). Las cocineras podían ser ayudadas por hombres cocineros fuera del palacio durante grandes banquetes cuando era necesario.
En el palacio real se servían generalmente cinco comidas al día durante el periodo Joseon, y registros sugieren que este patrón existió desde la antigüedad. Tres de estas comidas eran comidas completas, mientras que por la tarde las comidas de después eran más ligera. La primera comida, mieumsang (미음상), era servida al amanecer y únicamente se ofrecía cuando el rey y la reina no tomaban medicinas herbales. La comida consistía de gachas de arroz (juk, 죽), hechas con ingredientes como abulón (jeonbokjuk), arroz blanco (huinjuk), champiñones (beoseotjuk), piñones (jatjuk), y sésamo  (kkaejuk). Las guarniciones consistían de kimchi, kimchi de napa, ostras, salsa de soya, entre otros. La gacha de avena se creía daban vitalidad al rey y la reina para el día.
El sura (수라) era la comida principal del día. El desayuno era servido a las diez de la mañana, y la cena se servía entre las seis y las siete. El conjunto de las tres mesas (surasang, 수라상), era usualmente colocado con dos tipos de arroz, dos tipos de sopa, dos tipos de guisado (jjigae), un platillo de jjim (guisado de carne), un patillo de jeongol (una cacerola de carne y vegetales), tres tipos de kimchi, tres tipos de jang (장) y doce guarniciones, llamadas 12 cheop (12첩). Las comidas de colocaban en el suragan (수라간), un cuarto específicamente usado para tomar los alimentos, con el rey sentado al este y la reina al oeste. Cada uno tenía su conjunto de mesas y eran atendidos por tres sirvientas del palacio conocidas como sura sanggung (수라상궁). Estas mujeres podían retirar las cubiertas de los tazones y ofrecer la comida al rey y la reina después de asegurarse que los platillos no estaban envenenados.
Los banquetes (궁중 연회 음식) eran usados en ocasiones especiales en el palacio real coreano. Esto incluía cumpleaños de los miembros de la familia real, matrimonios, y festividades nacionales, incluyendo Daeborum, Dano, Chuseok, y Dongji.
La comida de los banquetes se servía en mesas individuales las cuales variaban de acuerdo al rango de la persona. Generalmente la comida de los banquetes consistía de diez diferentes tipos de platillos. Los platillos principales eran preparados a base de alimentos de temporada. Los platillos principales de los banquetes incluían sinseollo, jeon,hwayang jeok, honghapcho, nengmyun y mulgimchi .  Un ingrediente principal de los banquetes era el chogyetang (caldo de pollo con vinagre), el cual era preparado con cinco diferentes pollos, cinco abulones, diez pepinillos de mar, veinte huevos, la mitad de una raíz de campanilla, champiñones, dos tazas de pimienta negra, dos piñones pelados, almidón, salsa de soya y vinagre. El Yaksik era el postre favorito de los banquetes.